# デリシャスパーティ♡プリキュア
『デリシャスパーティ♡プリキュア』（Delicious Party♡Precure）は、2022年2月6日から2023年1月29日まで、朝日放送テレビの制作により、テレビ朝日系列で毎週日曜8時30分から9時に放送された、東映アニメーション制作のテレビアニメ。「プリキュアシリーズ」の通算19作目にして、17代目のプリキュアに当たる。
略称は「デパプリ」。また、ハートマーク（♡）が表示できない場合があるため、『デリシャスパーティ プリキュア』とハートマークを省略、あるいは中黒（デリシャスパーティ・プリキュア）など別の文字に代替して表記されることもある。キャッチコピーは「ごはんは笑顔♡みんなあつまれ！ いただきます!!」

## 概要
本作品は、食事や料理など「ごはん」をモチーフとしており、「ごはんは笑顔」をキーワードに「おいしい笑顔」を守るための物語となっている。作品の意図についてABCアニメーションプロデューサーの多田香奈子は、「食事と料理＝【ごはん】は、生きる上でかけがえのないものであると同時に、日常を彩る大切な要素をたくさんもっている。本作を通じて、主人公の和実ゆいが大切にしている言葉「ごはんは笑顔」が、きっと皆さんにとっても大切な言葉になるはず」、東映アニメーションプロデューサーの安見香は「あたたかい気持ちは、きっと笑顔を咲かせてくれる。笑顔を「分かち合う」喜び・楽しさはまた、新たな笑顔を拡げてくれる…。そんな想いを込めて、テーマを《ありがとう》と《シェア》、お話の中心に《ごはん》を選びました」をテーマの意図について語っている。ライターの小林白菜は、前作の『トロピカル〜ジュ!プリキュア』がコメディに振り切った作風であったのに対して、本作品はプリキュアがどういうものか感覚的に掴みやすく、シリーズへの入門として最適であるとしている。
主人公の和実ゆい/キュアプレシャス役として出演する菱川花菜は、2020年デビューの新人での主役抜擢となった。また、プリキュアシリーズとしては初となる、物語を見守る視点でのナレーションを女優の宮崎美子が担当する。このナレーションについては今後のストーリーの中で、その正体が明かされるという展開も行われる。このほか、菓彩あまねの兄、ゆあんとみつき役としてKis-My-Ft2の宮田俊哉が一人二役で出演する。第32話では後述の配信番組に続く形で熊本県のマスコットキャラクター・くまモンが本編にもゲスト出演、第36話ではタレント・グルメコメンテーターのギャル曽根が本人役でゲスト出演した。
これまでのシリーズ作品と同様、本作品でも文字多重放送やデータ放送を実施していた。データ放送では妖精レシピッピを探すミニゲーム、後述のエンディング連動ゲームが遊べたほか、オーバーレイ表示機能による「リモコン操作による時刻表示」は、前作に引き続き通常表示と非表示、プリキュア仕様としてエナジー妖精が現れる「エナジーようせいとけい」となっていた。
また、本作品ではこれまで行われてきたTVerでの放送終了後1週間限定の見逃し配信に加え、プリキュアシリーズとして初めてとなる、各種定額動画配信サービスでの見放題見逃し配信も行われる。

### 制作会社の社内ネットワークへの不正アクセスによる影響
放送期間中の2022年3月6日に、東映アニメーションの社内ネットワークへの第三者による不正アクセスがあったことが確認された。同月11日には、これを受けて社内システムの一部を停止したことにより、同社制作のテレビアニメ4作品についても放映スケジュールに変更が生じることが、同社より発表された。本作品もその対象に含まれており、2022年3月6日放送分（第5話）にて新作の放送を一時中断。新作放送が同年4月17日放送分（第6話）より再開されるまでの間、代替措置として「おさらいセレクション」と題した既放送分の再放送や、『映画 HUGっと!プリキュア♡ふたりはプリキュア オールスターズメモリーズ』（2018年公開）の分割放送が実施された。また、この中断によりストーリー展開に与えた影響も小さくなく、キュアヤムヤムの作中への登場が当初より大幅に遅れる事態となった。キュアフィナーレに関しても同様に作中への登場が遅れることになったが、関連玩具の発売日を延期する事で対応した。さらに話数も実質的に短縮され、全45話となった。話数短縮により、『Go!プリンセスプリキュア』以降定番となっているプリキュア達が水着で遊ぶエピソードが削除された他、クリスマスのエピソードも当初予定されていた本物のサンタクロースが登場する内容から変更されている。
この不正アクセス事件、そしてそれに伴って発生した本作品の玩具販売のスケジュールの変更は、バンダイによるプリキュアシリーズの売上にも大きな影響を及ぼしたと見る向きもあり、実際に8月に発表されたバンダイナムコホールディングスの2023年3月期の第1四半期決算数値のうち、プリキュアシリーズのグループ全体売上は、前年の同期と比べて3億低い13億円（昨年同期比81.3％）となった。また、2023年3月期の通期決算数値についても前年の57億円をわずかに下回る56億円となり、歴代最低記録を更新した。

## ストーリー
不思議なおいしい世界、クッキングダム。この国で大切に守られてきた全ての料理の作り方が書かれた「レシピボン」が怪盗ブンドル団に盗まれる事件が起きた。レシピボンの捜索の任を受けたローズマリーは3匹のエナジー妖精とともに、人間界のおいしーなタウンにやってくるも、空腹で行き倒れてしまい、最初に目覚めた妖精コメコメは助けを探しに向かう。
主人公の和実ゆいはおいしーなタウンに暮らす、食べるのが大好きな中学2年生。ゆいは偶然コメコメ、そしてローズマリーと出会い自宅のなごみ亭へ連れて行きそこから仲良くなる。ゆいは幼なじみの品田拓海とオムライスを食べに出かけるが、この時ブンドル団の少女怪盗ジェントルーによってお料理の妖精レシピッピが奪われ味が変化する事態が発生する。ローズマリーはジェントルーと彼女が出現させた怪物ウバウゾーに立ち向かうが、レシピッピを助けようとするゆいの心にコメコメが反応、クッキングダムに伝わる伝説の戦士プリキュアの一人、キュアプレシャスへと変身、ウバウゾーを浄化しレシピッピを救い出す。
その後ゆいはプリキュアとしての活動に関してローズマリーと行動を共にするようになり、さらにクラスメイトである高級レストランの令嬢でおしゃれが好きな芙羽ここねは妖精パムパムをパートナーにしたキュアスパイシーに、同じくクラスメイトで好奇心旺盛かつSNSに食べた料理の写真を投稿するのが趣味の華満らんはメンメンをパートナーにしたキュアヤムヤムに変身し、協力して戦うことになる。それとともにコメコメは人間の姿に化けられるようになり、だんだんと成長していく。
そうしたなか、ジェントルーの正体が同じ中学校の生徒会長である菓彩あまねが洗脳によって変身した姿であると判明する。ゆいたちは彼女を救うべく行動し、3人によるプリキュア・ミックスハートアタックを受けて浄化、洗脳から救い出した。その後新たな怪盗ナルシストルーが現れ、レシピッピを奪って思い出を奪い、強化された怪物モットウバウゾーを出現させるが、プリキュアたちもそれに立ち向かう。一方ゆいがプリキュアとなって戦っていることを知った拓海は、父の門平から託されたデリシャストーンの力で戦士ブラックペッパーとなり、正体を隠しながらプリキュアたちの戦いに加勢する。
魔の手から離れたあまねは体力が回復し登校を再開するが、ジェントルーの頃に犯した過ちを忘れておらず、苦悩する日々を送っていた。ところがクッキングダムで新たに生まれたほかほかハートの結晶があまねに反応、ローズマリーからプリキュアとしての素質がある事を告げられるも、先のことがあったため断る。直後ナルシストルーによって捕まってしまうが、懸命に戦うプリキュアたちの姿を見て、そしてプレシャスからの「未来は変えられる」という説得を受けたことで勇気づけられ、それとともに結晶はハートフルーツペンダントへと変化、新たなプリキュア・キュアフィナーレへと変身し、ゆいたちの仲間となった。
プリキュアの4人はローズマリー、ブラックペッパーのサポートも得ながら戦い続ける。コメコメも成長を続け、ついにはゆいたちと同じくらいの少女の姿に化けられるようになっていた。一方、ナルシストルーはゴーダッツの秘書セクレトルーから試作品のスペシャルデリシャストーンを受け取り、ロボット怪盗のスピリットルーに装着させ行動させる一方、自らは強化されたレシピッピ捕獲箱を開発、そしてそれが完成するとゴッソリウバウゾーを出現させプリキュアたちの前に立ちはだかる。しかし、コメコメの力が発揮されるとともにプリキュアたちは強化形態パーティアップスタイルへと変身、プリキュア・ライト・マイ・デリシャスで浄化に成功し、ナルシストルーもローズマリーによって拘束されクッキングダムに連行された。
しかしながら、ブンドル団はセクレトルーが表に立って行動しつつ、スピリットルー・ミニスピリットルーが影で行動し、着々とレシピッピの捕獲を進めていた。一方ゆいたちはローズマリーの師であるジンジャーが何を行っていたのか手がかりを求め、コメコメの力によって20年前のおいしーなタウンへ向かい、この時ジンジャーは来るべき災いに備え、ある仕組みを作り上げていたことを知ることになる。また、現代に戻ってからは門平が元はローズマリーの兄弟子で、かつて嫌疑をかけられ国を離れざるを得なかったシナモンであること、そしてブラックペッパーの正体も拓海であったことを知らされることになる。そうした最中、ブンドル団はレシピボンの完成に向けて動き出し、首領ゴーダッツの正体がクッキングダムの近衛隊長・フェンネルであると判明。プリキュア達は食と笑顔を守るため決死の戦いに挑む。一時はゴーダッツの力に圧倒されるが、ジンジャーによるほかほかハートの蓄積装置の仕組みが発動、その力を得てゴーダッツを倒すことに成功する。
おいしーなタウンを始め世界の食は元に戻り、ブンドル団はクッキングダムに連行され、シナモンの名誉は回復、プリキュア達は国からの歓待を受けるとともに、ローズマリーや妖精たちと別れた。時は流れ春のある日、ゆいは拓海に仲間たちと共に世界各地に置かれた招き猫を見に出かけようと持ちかけた。ゆいたちは時折旅をしつつ、時にはローズマリーや妖精たちと通信で交流し続けるのであった。

## 登場人物
メンバーは全員「おいしーなタウン」に住む中学生で、4人とも「私立しんせん中学校」に通っている。初期メンバーは2年3組に在籍。このうちここねは新学年より同じクラスとなった。席はゆいを基準に隣同士（ここねはゆいの座っている席から左へ3列目、らんはゆいの左隣）。あまねは3年生。
一人称はゆいが「あたし」、ここね、あまねが「わたし」、らんが「らんらん」（キュアヤムヤムへの変身後は「ヤムヤム」になる）。

### プリキュア
和実 ゆい（なごみ ゆい） / キュアプレシャス
声 - 菱川花菜
本作品の主人公。のびのびとした元気な中学2年生の少女。8月31日生まれ。実家は定食屋「なごみ亭」を営んでおり、父は漁師として海に出ている。運動神経がよく、坂道で滑走したベビーカーに追いつき無事にとめたこともある。好きな教科は体育で、学校ではサッカー部に所属し選手や助っ人としても活躍している。また、ローズマリーを軽々と担ぐ、巨大な競技用マットを持ち上げる、自身を拘束していたロープを引きちぎる、怪物から拘束される技をくらっても自力で振りほどく等、常軌を逸した怪力も持つ。エナジー妖精達の長すぎるフルネームを聞いたときは混乱していた。好物は生野菜。得意な料理は野菜スープ。メニューによっては相手に調理を教えることもできる。「ごはんは笑顔」という祖母の言葉を大切にしている。ただし「おばあちゃんが言ってた」と誤った諺を引用してしまうことがしばしばある。
口癖は「デリシャスマイル〜！」。また、お腹がよく減ることがあり「はらペコった〜！」と必ず言っている。
小豆色の髪をツーサイドアップにしてピンク色のリボンで結んでいる。瞳の色は紫。
ここねを「ここねちゃん」、らんを「らんちゃん」、あまねを「あまねちゃん」、ローズマリーを「マリちゃん」、拓海を呼び捨てで呼んでいる。
性格は至って純粋であり、恋愛に疎いのか、拓海が告白されたのをメンバーたちと見ていた際に他が赤面していた中で唯一平然としていたほか、クラスメイトの高木の嘘を本当と信じ込むほど。
番組開始に先駆け、シリーズ前作『トロピカル〜ジュ!プリキュア』の2022年1月30日放送分（第46話）のCパートにもゲストとして前半は変身前、後半は変身後の姿で登場した。詳細は当該項目を参照。
芙羽 ここね（ふわ ここね） / キュアスパイシー
声 - 清水理沙
クールビューティーでおしゃれな中学2年生の少女。3月13日生まれ。星座はうお座。実家は高級レストラン「レストラン・デュ・ラク」。メイクやかわいいものが大好きで、特にコスメに詳しい。出自をはじめ、頭脳明晰な美少女で当初周囲からは「芙羽さま」と呼ばれており、高嶺の花として一目置かれていた。一人で過ごす時間が好きである上に口数も少ないことから、当初人と会話するのは苦手であったが、ゆいやらんとの出会いを機に、少しずつ克服していった。好物はカレーパンとハートパン。得意な料理はサンドイッチ。苦手な食べ物はピーマンで、幼少期にはつこの調理中にピーマンを生で試食したところあまりの苦さに苦手になり、その味を体感して以来長らく食していなかったが、作中で紆余曲折を経て克服することができた。
藍色のボブヘアで、前髪の左側の編み込みの根元に黄色いヘアピンをしている。瞳の色は緑色。
愛称での呼び方に少し困惑しており、ゆいに対しては「ゆい」と呼び捨てか「ゆいちゃん」、らんとあまねを呼び捨て、ローズマリーを「マリちゃん」と呼んでいる。本人は友達付き合いを良くしようと努力しており、それに関する本を読んで勉強していたりするが、張り切りすぎて空回りし、かえって失敗することもある。
学力は非常に高く、あまねが意図的に難問に仕組んだ抜き打ちテストに90点で合格している。高級レストランの経営者の娘だけありテーブルマナーも完璧である。
幼少期にボールドーナツを買ってもらえなかった体験を境に、親に甘えることに躊躇するようになった経緯を持つ。また、同時期に両親が早朝から出かけるようになり、家では一人で過ごすことが増えたため、後に両親と久しぶりの団らんのひと時を過ごすこととなった際は当初何を話すべきかわからず、困惑していた。しかし、母の誘いで一緒にボールドーナツを食べたのを機に幼少期のわだかまりが解け、再び会話の中で本音を出すことができるようになった（詳細は芙羽はつこの項目を参照）。
華満 らん（はなみち らん） / キュアヤムヤム
声 - 井口裕香
おしゃべりな中学2年生の少女。7月11日生まれ。星座はかに座。実家はラーメン屋「ぱんだ軒」を営んでおり、幼い妹と弟がいる。
明るい栗毛の一部を三つ編みにして輪状に結んでいる。瞳の色は赤茶色。
親友には愛称をつけており、ゆいを「ゆいぴょん」、ここねを「ここぴー」、あまねを「あまねん」、ローズマリーを「マリっぺ」と呼んでいる。また拓海は愛称ではなく「拓海先輩」と呼んでいる。口癖は「マシマシ」、「はにゃ〜」、「ほひ〜」。
料理に詳しく、食べ物に対する好奇心が旺盛であり、自身のテンションが上昇すると個性的な表現を用いたしゃべりが止まらなくなる。飲食店では必ず食前にスマートフォンで料理を撮影し、「ちゅるりん」というアカウントの名義でキュアスタで食べ物に関してひっそりと投稿している。レシピッピ捕獲のためジェントルーがらんの投稿を毎日閲覧していたことが判明すると、最初は投稿することに不安を抱いていたが、投稿をテイクアウトメニューのお勧めにすることでレシピッピの分散を図り狙われにくくするというアイディアを編み出した。また発明好きという一面もあり、作中では「出前5号」や「楽ちん帽子1号」、「食べられるシャボン玉」といった発明品が登場している。
幼少期、好きな食べ物について熱弁を振るう様子を見た友達から「変な子」とレッテルを貼られた挙げ句愛想を尽かされ、孤立した経験がある。しかし、それでも食べ物の話をしたいという欲求は抑えることができず、情報発信の場をキュアスタに移行することで現在のスタイルを確立するに至った経緯を持つ。
性格は、頭で考えるよりもまず先に体が動く行動派であり、行きつけの和菓子屋・はごろも堂（後述）が閉店すると知った際は、店主の意見を尊重すべきという考えを持つあまねと対立し、一人で宣伝活動を行っている。
ゆいと同様にしばしば諺を誤って引用し、その度にここねから突っ込みを受けている。
菓彩 あまね（かさい あまね） / キュアフィナーレ
声 - 茅野愛衣
しんせん中学校の生徒会長。11月24日生まれ。「君たち」「～だ」などの紳士的口調で話す。好物はおはぎとパフェ。メンバーの事は呼び捨てで呼んでいる。また拓海は「品田」と名字で呼んでいる。生徒会長としては生徒に慕われる存在であり、自らもいつも周りのことを大事に思っており、生徒会長への立候補理由も「みんなが笑顔になる学校を作りたい」であった。また、文武両道で空手を習っており、ゆあんと組み手をすることもある。実家がフルーツパーラーであるためか、スイーツにまつわるエピソードに詳しい。苦手なものはお化け。
暗い紫色のウェーブがかかったロングヘアで、黄色い菱形が連なったカチューシャを付けている。瞳の色は青色であるが、後述の洗脳時は赤色になっていた。
幼少期に店の客がパフェを食べ、笑顔に満たされた光景を見たのを機に、「周りの人を笑顔にできるパフェのような人になりたい」と思うようになり、それが後述のプリキュアとしての覚醒にもつながった。
当初、裏では洗脳され、怪盗ブンドル団のジェントルーとして活動していた。洗脳が解かれ、ブンドル団から解放されてからは、長期に亘り学校を欠席していた。
復帰してからは、自身がジェントルーとして犯してきた過ちに苛まれるあまり、生徒会長の辞任を決意（プリキュアに覚醒後、撤回している）。その後、ほかほかハートの結晶があまねに反応した様子を見たローズマリーと遭遇し、プリキュアの素質があることを告げられると同時に、仲間になるよう勧められるが、これを断っている。そのような中、突如現れたナルシストルーによって捕らえられると共に、かつてジェントルーであった頃の自分と同じ行為を目の前で見せつけられ、パニックに陥る。しかし、プレシャスの「未来は変えられる」という説得により、前述の「パフェのような人になりたい」という思いが強くなると共に、ほかほかハートの結晶がハートフルーツペンダントへと変化し、キュアフィナーレに変身する。戦闘後、考えを改めてゆいたちの仲間に加わった。
洗脳時の詳細はジェントルーを参照。

### 妖精
エナジー妖精の3匹は不思議な料理の国「クッキングダム」からローズマリーと共に人間世界にやって来た。このうち、コメコメは和実家で暮らし、パムパムとメンメンは目覚めるまではローズマリーのカバンの中で寝ており、目覚めた当初は和実家に居候していたが、パートナーが決まってからは各々の家で暮らしている。ブンドル団にレシピッピが奪われると3匹の首のハートが点灯する。エナジー妖精はほかほかハートの集合体から生まれるため、血縁関係を持たない。
また、3匹ともに人の姿に変身できる能力を持っており、コメコメは後述の通り、パムパムとメンメンはほかほかハートの光を浴びることによってそれぞれ変身することが可能。
あまね（フィナーレ）には専属のエナジー妖精は付かず、代わりにパフェのレシピッピが付き添っている。
コメコメ
声 - 高森奈津美
白キツネの姿をしたお米のエナジー妖精。8月18日生まれ。フルネームは「コネクトル・モチモチット・フックララ・グリコーゲン・コメックス二世」。他の2匹と違って幼く、無邪気で元気である。ゆいにあこがれて早く大きく成長したいと願っている。その、ゆいに褒めてもらいたいと直向きに努力する頑張り屋でもある。ゆいに力を分けてキュアプレシャスに変身するとき、「おむすびフォーム」になる。語尾に「コメ」をつける。
パムパムによれば特殊なエナジー妖精であり、手で前頭部を2回叩くことで人の姿に変身することが可能。ゆいたちからお世話をされ続けたことで少しずつ成長していった（詳細は後述）。当初「コメ」しか喋ることができなかったが、後述の「ようじ期」を迎えて初めて喋ることができるようになり、成長するにつれて会話が徐々に成り立つようになった。
ゆいの調理中にピーマンを生で試食したところ、その苦さからピーマンに恐怖を抱くほど苦手になってしまったが、後に同じくピーマンが苦手であったここねがそれを克服したのを見て再びピーマンを食し、克服することができた。
終戦後はパムパム、メンメンと共にレシピボンを守護するため、クッキングダムに帰還した。
番組開始に先駆け、ゆいと同様にシリーズ前作『トロピカル〜ジュ!プリキュア』の2022年1月30日放送分（第46話）のCパートにもゲストとして白キツネの姿で登場した。
赤ちゃん期
コメコメが初めて人間になった時点の姿。まだ赤ちゃんであり、歩くことはできない。
ようじ期
赤ちゃん期から成長を遂げ、歩き始めるまでに成長した姿。
こども期
こども期から更に少女の姿へと成長を遂げた姿。身長は伸び、髪型が狐の耳の形をしたものへと変化している。
せいちょう期
こども期からさほど間を置かずに成長した姿。身長のほか、髪が少し伸びている。
しょうじょ期
せいちょう期からさらに成長した姿。身長もゆいたちと同じくらいになり、髪もさらに伸びている。また、プリキュア達をパーティアップスタイルに変身させる能力が使えるようになり、ハートのブローチに溜まったエナジーをハートキュアウォッチ・ハートフルーツペンダントに与えることでカバーの色や飾りが白基調に変化するほか、同時にワープ能力も使えるようになり、『オムスビヒャッコハムチャデッセー』と叫ぶと、クッキングダムやブンドル団のアジトとおいしーなタウンを行き来できるほか、『オムスビセンコヲ メシマッセー』と叫ぶと、20年前のおいしーなタウンにタイムワープすることができる。メンメンによれば時間移動は一生に一回の特別な力と言われており、コメコメはその間は力を使い切って疲れてしまっているためハートキュアウォッチの中で休んでおり、回復して起きると元の時間に戻れることが可能。ただし、過去の時間で歴史を変えるとワープ空間の力が封印され戻れなくなる。また、パムパムによれば元の時間に戻る時にコメコメの力が過去の人から記憶を消すことができると言われている。
コメコメ一世
声 - 高森奈津美
コメコメの先代に当たるエナジー妖精。男の子の妖精で、当代のコメコメと外見は変わらないが、体毛はクリーム色で赤いマントを付けている。
当代のコメコメのフルネームに「二世」と付いていることから、以前からその存在が示唆されており、パムパムによれば桁違いのエナジーを持っていたほか、コメコメの胸にあるハートのブローチにエナジーを溜めて世界中を行き来していたという。
ゆいたちが20年前のおいしーなタウンを訪れた際にジンジャーや他の2匹の妖精とともに出会う。ジンジャーが妖精たちとほかほかハートの蓄積装置を作る際に力を使い果たし消滅、その後当代のコメコメに生まれ変わった。
パムパム
声 - 日岡なつみ
犬の姿をしたパンのエナジー妖精。4月12日生まれ。フルネームは「パートナル・フワフワン・コーバシィヌ・イースト・パムサンド」。人間で言えば4〜5歳程度の女の子であるが、実年齢は20歳以上。大人びたことを褒められると調子に乗ってしまう。素直になれない強情な時もある。一人称は「パムパム」。ここねのことが大好きで人付き合いを考える、ここねにアドバイスすることもある。ここねに力を分けてキュアスパイシーに変身するとき、「サンドイッチフォーム」になる。語尾に「パム」をつける。
コメコメとは異なり、普段から人間と同じように会話をすることが出来る。
終戦後は前述の通り、ほかほかハートの光を浴びたことにより、人の姿へと変身する能力を獲得した。
メンメン
声 - 半場友恵
ドラゴンの姿をした麺のエナジー妖精。11月11日生まれ。フルネームは「メンバーヌ・チュルチュルット・クルクルリン・グルタミンサン・メンドラゴン」。人間で言えば4〜5歳程度の男の子であるが、実年齢はパムパムと同様20歳以上である。おっとりとしていてのんびり屋な優しい性格。一人称は「ボク」であるが、稀に「メンメン」も使用する。らんの情熱に感銘を受けている。らんに力を分けてキュアヤムヤムに変身するとき、「どんぶりフォーム」になる。パムパム同様に普段から人語での会話が可能であり、語尾に「メン」をつける。
まれに年一回見られるか分からない「熱血モード」になることがあり、この時には口から火を吐くことが出来る。また、自分のエナジーを使って麺料理の残り汁を変化させて占うことができるが、大量のエナジーを消費してしまい、プリキュアへの力の供給にも影響を及ぼしてしまう。
終戦後はパムパムと同様の経緯で人の姿へと変身できるようになった。
レシピッピ
声 - 島袋美由利、河村梨恵、長谷川育美
おいしい料理に宿る妖精。それぞれの料理の姿をしており、いつどこに出現するかはレシピッピの気分次第であるが、おいしいものであふれているおいしーなタウンではよく出現し、中でも人々が料理を食べることで「おいしい」や「うれしい」、「ありがとう」の気持ちが具現化した「ほかほかハート」が多くあふれる場所に出現しやすい。また、ゆいのように料理を大切に想う人がレシピッピを見つけることができるという。ブンドル団は料理を独り占めするためにレシピッピも狙っており、出現したレシピッピが奪われるとその料理の味が変わってしまったり、食べていた人の想い出が奪われてしまうなどの悪影響が出る。人間と喋る事は出来ず「ピピー」と鳴くが、下述のパフェのレシピッピのように人間の言葉は理解しているようでエナジー妖精とは会話が通じる。また、泣きじゃくってしまうとふやけた状態になり、その影響で実際の料理の味も変化してしまう。
パフェのレシピッピ
声 - 島袋美由利
あまねが幼少期の頃からその姿が見えていたレシピッピ。フルーツパーラーKASAIの紹介カードにはあまねによるレシピッピの絵が描かれている。レシピッピ自体もあまねに対しては長年の付き合いであることから大切に想い、懐いている。その反面、パフェの名前の由来である「完全なデザート」という性質からプライドが高く、あまね以外の人には高飛車な態度を取り、話す際にも鳴くことしかできないためパムパムやメンメンに通訳させ（この時の一人称は「わたくし」で口調もいわゆるお嬢様言葉になる）、せっかちであるため物事を強引に進ませようとすることが多い。

### プリキュアの協力者
ローズマリー
声 - 前野智昭
レシピボンを探すためにクッキングダムから来たレシピボン捜索隊隊長の若い男性。通称「マリちゃん」。一人称は「わたし」。美意識が高く、美容に詳しい。また、涙もろく、情に厚い性格の持ち主でもある。口癖は「○○盛り〜！」で、オネエ口調でしゃべるが普通にしゃべることもある。メンバーを呼び捨てで呼んでいるが、拓海のことは「拓海くん」と呼んでいる。誕生日は8月2日。
クッキンダムの人間らしい美食家でもあり、財布の中身が寂しくなるほどに、おいしーなタウンの飲食店を食べ歩いている。
レシピボン捜索に役立つという理由から、自動車の運転免許を取得している。
戦闘時は他の市民や建物に危害を加えないように専用の戦闘空間「デリシャスフィールド」（後述）を形成できる。
最初の戦闘で胸のデリシャストーンが壊れてしまい、戦闘能力を失ったがデリシャスフィールドを形成することは出来る。変身後のプリキュアには劣るが身体能力・格闘能力も非常に高い。
デリシャストーンが壊れてからはクッキングダムに戻る事が出来なくなっていたが、成長したコメコメの力で一度帰郷した。
日常生活においては、ゆいたちの悩みに向き合い、状況に応じたアドバイスをするなど保護者のような立ち位置であることが多い。ここねが引越しをしてプリキュアを辞めるか悩んでいたときも「自分の幸せを考えなさい」と諭すなど個人の都合を尊重している。
終戦後は後進のクックファイターを育てる立場になったため、エナジー妖精と共にクッキングダムに帰還する。
品田 拓海（しなだ たくみ）
声 - 内田雄馬
ゆいの幼馴染の少年。ゆいたちと同じ中学である、しんせん中学校の中学3年生。一人称は「オレ」。誕生日は11月3日。
ぶっきらぼうであるが面倒見がよい。実家はゲストハウス「福あん」。ゆいのことが気になっている模様。ゆいから幼馴染ということもあり、年上ながらも呼び捨てられているが気にしていない。らんからは普通に「先輩」と呼ばれている。またあまねからは「品田」と呼ばれている。
胡椒が好物であり、食事の際は何にでもかけて食べる癖がある。食材の知識と扱いに長けており、料理を作ることも得意。
物語が始まる1年前、父の門平（シナモン）が落とした小箱を拾った時に中にあったデリシャストーンが拓海に反応し、拓海が石に選ばれたことをきっかけとして、門平からクッキングダムについて教えられるとともに、石を託されている。
当初、ゆいがローズマリーによって何らかのトラブルに巻き込まれていると勘繰っていたが、その後デリシャスフィールド内に入った際にプリキュアたちの戦いを目撃し、ゆいが自らの意志で敵と戦っていることを知る。その後、自身も「ゆいの笑顔を守るために」とデリシャストーンを使ってブラックペッパーに変身し、正体を隠しながら戦いをサポートするようになった経緯を持つ。
面倒見の良さが過ぎて誰にでもお節介を焼いてしまう癖がある。そのためナルシストルーの揺さぶりによってブラックペッパーとしての自分の活動が余計なお世話ではないかと思い悩むが、湊のための伝説のクレープ再現に奔走して湊たちの笑顔に立ち会ったことで、プリキュアと同じく「大事な思い出を取り返し「ごはんは笑顔」を守る」ために戦うことを決意する。
ブラックペッパー
拓海が戦闘時に変身する姿。門平から貰ったデリシャストーンが埋め込まれたハート型のアイテムの力で変身した姿で、髪色は変身前の茶髪から銀髪に変わり、黒い羽のついた白いシルクハットと白い燕尾服、白いマントを羽織り、黒いアイマスクを被っている。腹部の上部に黒、下部に白の蝶ネクタイがついている。デリシャストーンはシルクハットに装着される。
戦闘時は、手から光弾のようなものを発射したり、後述の蹴り技で攻撃したりすることができる。格闘能力もプリキュアに匹敵し、自力での飛行も可能。
ローズマリーは彼を見た際に「シナモン」という知っているらしき人物の名前や「クックファイター」と言う言葉を発しており、過去に同様の容姿をした戦士が存在した事をほのめかしている。拓海自身はシナモンという人物が門平の事をさしているのではないかと推測している。
名前はプリキュアたちから聞かれた際にとっさに思いついたらしきもので、この時一人称も普段の「オレ」と言おうとしたのを「わたし」に言い直している。プリキュアたちからは名前を縮めて「ブラペ」と呼ばれているが、その正体が拓海である事は長らく誰にも知られていなかった。第40話で自らゆい達に正体を明かした。
後述の感謝祭でのキャラクターショーでは観客の応援の力によって呼び出された際に「秘密に奏でるかぐわしきアクセント！ブラックペッパー！おいしい笑顔は私が守る！」という名乗り口上を披露している。
個人技
ペッパーミルスピンキック
通常放つ光弾に似たエネルギーを足先に纏わせて放つ蹴り技。

### クッキングダム
不思議な料理の国で、ローズマリーとエナジー妖精達の故郷。この国にはクックファイターと呼ばれる国を守る99人（セルフィーユの合格後は100人）の戦士がおり、ブンドル団に関する情報収集などそれぞれの任務に当たっている。
クッキング
声 - 鈴木琢磨
クッキングダムの王。かなり小柄な体格をしている。レシピボン奪還のためにローズマリーをおいしーなタウンに向かわせる。
プリキュアの伝承については疎い部分もあるため、ゆい達や部下にはぐらかすような言動をすることもあるが、強力な手助けはできる頼もしさはある。
クックイーン
声 - 篠原恵美
クッキングダムの女王。
フェンネル
声 - 三上哲
クッキングダムの近衛隊長。クックファイターを統括する立場にある。
シナモン、ローズマリーと共にジンジャーの弟子でもある。20年前に起きた「レシピボン」盗難事件の犯人とされるシナモンの事を「名前も聞きたくない」というほど嫌っている（理由は後述）。
その実態はブンドル団の団長、ゴーダッツの正体であり、レシピボン発動のための最後のレシピッピとして、おむすびのレシピッピを狙ったセクレトルーのゴッソリウバウゾーが浄化された後に本性を現した。
正体を表した後の詳細はゴーダッツを参照。
シナモン
声 - 池田鉄洋
ローズマリーの回想に登場するクックファイター。銀色の長髪を持ち、ブラックペッパーと非常によく似た服装をしている。ローズマリーの兄弟子に当たる。
20年前に起きた「レシピボン」盗難事件の犯人とされていたが、ローズマリーは冤罪の可能性を考えており、ジンジャーもシナモンを陥れようとした何者かの仕業と疑っている。一方シナモンとしても嫌疑をかけられたことでクッキングダムを去り、おいしーなタウンで暮らすことになり、「品田門平」を名乗ることになる。フェンネルが正体を明かした後、ジンジャーから正式な後継者に選ばれたことをフェンネルから嫉妬され、彼に冤罪を着せられクッキングダムを追放されたことが明かされている。
第41話にてローズマリー、拓海とともに秘密の場所に行き、ローズマリーのデリシャストーンを修復した。
ブンドル団壊滅後は冤罪が晴らされクッキングダムへの帰還を果たし、フェンネルが所有していたスペシャルデリシャストーンをクッキングから新たに譲られた。
セルフィーユ
声 - 津田美波
クッキングダムで修行しているクックファイター見習いの少女。茶色の短い髪をもち、少年のような容姿であるが、濃い緑色の帽子とキュロットスカートを着用している。また、普段から敬語で話す。
ゆいたちがクッキングダムに来た際にフェンネルから案内を頼まれ、「光栄で興奮して明日から眠れない」と嬉しがった。クッキングダムや世界中の料理を守りたいという志を持っているが、怖がりで橋を渡るのができずクックファイターになるための試験に落ちていた。
しかし、あまねに「守りたいものを思って一歩を踏み出せばよい」と言われたことを思い出し、苦戦しているプリキュアを支援するため勇気を振り絞ってゴッソリウバウゾーに立ち向かい、それを見たフェンネルから受け取ったデリシャストーンが反応したことでその力によって戦いに加勢する。この活躍が認められ正式にクックファイターになった。
ジンジャー
声 - 安原義人
「クックファイター・グランデ」という称号を持つ、ローズマリー・フェンネル・シナモンの師匠に当たる人物で、現在は故人。スペシャルデリシャストーンを自ら開発し、それを作る技術を持っていた。ローズマリーと同じ服装で赤色のネコの仮面と肉球のグローブを装備している。
20年前、秘密裏にレシピボンを捜索するためおいしーなタウンを訪れるも、空腹で行き倒れていたところ、よねに助けられており、以来よねや又三郎と親交を持つようになった。レシピボンの発見後もすぐにクッキングダムに戻らずしばらくの間おいしーなタウンに滞在、今後起きえる事態に備え、クッキングダムに戻る日においしーなタウンにほかほかハートの蓄積装置を妖精たちと秘密裏に作り上げ、20年後の世界からやってきたゆいたちに未来を託す。この時ジンジャーと妖精たちが限界まで力を使ったことにより、その反動でコメコメ一世は消滅、パムパムとメンメンは当時の記憶が失われた。

### 怪盗ブンドル団
本作品におけるプリキュアの敵対勢力。全ての料理を独り占めにしようと目論んでおり、物語開始以前にクッキングダムが大切に守って来た「レシピボン」（後述）を盗み出している。後に妖精であるレシピッピの存在も知り、次の標的として人間界に潜伏・暗躍することになり、それを阻止しようとするプリキュアと敵対することになる。
物語開始の20年前にも「レシピボン」の盗難を図ったが、その時はクッキングダムにすぐに取り戻された模様。
組織はアルファベットの「B」に×マークが描かれているシンボルを持っており、構成員たちの間では出撃前に片腕を曲げ伸ばしながら「ブンドル、ブンドルー！」と言い合う独特な挨拶がある。
謎の異空間に拠点を構えており、人間界とゲートを通じて行き来しているが、人間界へ出る場所はその都度ランダムに変わる。

#### 上層部
ゴーダッツ
声 - 三上哲
怪盗ブンドル団の団長として君臨する謎の存在。
クッキングダムから強奪したレシピボンをレシピッピで満たして全ての料理を手にするべく、あらゆる料理のレシピッピを集めるように部下の怪盗たちに指示を出す。一人称は「我」。
正体が明かされるまではブンドル団のアジトにて猫の顔のような姿で映像に映されていた。
その正体はクッキングダムの近衛隊長・フェンネルであった。正体を明かしてからは、頭に角が生えた兜を身に着けた長髪の男性の姿になる。衣装の色は黒、茶色、紫。一人称もフェンネルと同じ「わたし」に変わっている。
事の発端は、ジンジャーの弟子としては最古参であり、彼の後継者となると自負していたことに反し、後から弟子となったシナモンが後継者に決まり、ジンジャーのスペシャルストーンを譲られることになったことに嫉妬心を抱いたことによる。それゆえ、20年前に彼にレシピボン盗難の冤罪を被せてクッキングダムを追放させている。その後、スペシャルデリシャストーンを継承するが、分割されて半分をローズマリーに譲渡されており、そのことについても不満を抱いている。そして、20年に渡って新たなスペシャルデリシャストーンの作成に力を注いでいた。
この経緯からシナモンに憎悪の感情を抱いており、正体を明かす前から「名前も聞きたくない」と彼を唾棄する発言をしていた他、プリキュアたちへの攻撃をシナモンに妨害された際に彼に激昂している。
レシピボンに全てのレシピッピを封印した後、本拠地ごと人間界に現れ、世界中の料理をそれに関する記憶ごと奪ったうえで兵糧攻めによる世界征服を宣言するも、最終的にプリキュアとの戦闘に敗れ浄化される。その後はセクレトルーとともにクッキングダムの牢獄に収監された。
ゴッソリウバウゾーを召喚する際には、レシピッピを閉じ込めた角が付いている紫色の容器を持ちながら「奪い尽くせ、ゴッソリウバウゾー！」というかけ声の下、ブンドル団の象徴である「Bに×マーク」を物品に飛ばして融合させる。他の容器と異なり、浄化されてもレシピッピが解放されないように割れにくい二重構造となっており、苦しめられながら衰弱したレシピッピをレシピボンの白紙のページに閉じ込める。詳細は後述を参照。
最終形態
2つのスペシャルデリシャストーンの力で強化された姿。巨大な黒猫を思わせる怪物の姿をしている。

#### 怪盗
共通点として怪盗風の衣装を身に纏い、アイマスクとマント、突起物のある履物と手袋を身につけている。
ジェントルー
声 - 茅野愛衣
怪盗ブンドル団の一員の少女。銀髪の三つ編みにしたツインテールに、シルクハットとロングブーツ、ロンググローブを身につけており、衣装の色は黒。目の色は赤。一人称は「我」もしくは「わたし」。
怪盗らしく古風な男性口調で話すのが特徴。冷静沈着な性格で、セクレトルーの嫌味にも顔色一つ変えないほどにあまり感情を表に出さない。「手荒に奪うのは主義に反する」と豪語するほどに実力行使で奪うような行為は好んでおらず、相手に気づかれないように任務を遂行しようとしており、ウバウゾーを呼び出すのはあくまでもレシピッピを取り返されそうになった場合である。その一方で己が怪盗であることに誇りを持っている模様で、怪盗をコソ泥呼ばわりされることに嫌悪感を抱く。レシピッピを奪うのに失敗しても、カレーやスープなど、そのレシピッピの料理を買って帰ることもある。らんに対して「ラーメン娘」と呼んでいる。
レシピッピを奪う際には「ブンブンドルドル、ブンドル〜！」という詠唱と共に、アルファベットの「B」に×マークが描かれた楕円形の弁当箱のような小型の容器にその標的を閉じ込める。
キュアスタで、らんのアカウントである「ちゅるりん」の投稿を毎日閲覧し、これを情報源として投稿した店にいるレシピッピを奪っているが、らんがテイクアウトを中心の投稿にしたために使えない情報源となってしまっている。
また出撃していく最中で、度々謎の頭痛に襲われるようになり、頭を抑えて苦しそうにしているかのような描写も見られるようになる。
正体は菓彩あまね本人であり、彼女が怪盗に変身した姿である。アイマスクを装着するとジェントルーに変身し、外すと変身が解除され元のあまねの姿に戻るようになっている。しかし、プリキュア3人の変身前の姿を思い出すなどの変身前と変身後の記憶が曖昧になっているかのような描写やウバウゾーに対して攻撃を止めるよう叫ぶこともある。それに関してナルシストルーからは「あやつり人形の糸」が切れかかっているという意味深な発言もされている。プリキュア3人にあまねがジェントルーであることは知られていなかったが、キュアヤムヤムの必殺技でアイマスクが割れて正体を知られてしまい、記憶が曖昧な状態のままナルシストルーに連れて行かれた。
実は、これまでのジェントルーはあまね本人がゴーダッツによって「あやつり人形の糸」と称された黒いハートを施されて洗脳されていた状態であり、ローズマリー曰く「（ブンドル団によって）心を操作されていた」と推測されている。あまねの本来の瞳は青であるが、「あやつり人形の糸」の施しを受けると赤色に変化する。ゴーダッツによって再び施された後はレシピッピの慟哭の声を顧みないほどの冷酷さを見せたが、キュアスタを利用したらんに誘い出されたことによって対峙したプレシャスの必死の説得と彼女が見せたフルーツパーラーKASAIの紹介カードにパフェのレシピッピを描くほどに好きであった記憶を呼び起こされ再び混乱し、プリキュアに助けを求めるその本心が露見。その直後にゴーダッツによって強い洗脳を受けた黒いハートはあまねの体から自らが生み出したウバウゾーへと転移し強化。そのウバウゾーをプリキュア3人の必殺技で浄化されたことによって黒いハートは消滅。「あやつり人形の糸」の呪縛から解放され、ブンドル団を脱退した。
ウバウゾーを召喚する際には、レシピッピを閉じ込めた容器を持ちながら「いでよ、ウバウゾー！」というかけ声の下、ブンドル団の象徴である「Bに×マーク」を物品に飛ばして融合させる。また、進化形態のウバウゾーを召喚する際には、最初に「なんじに、我が力を授けよう」というかけ声の後にウバウゾーと同様のアクションを行う。
洗脳から解放された後の詳細は菓彩あまねを参照。
セクレトルー
声 - 木下紗華
怪盗ブンドル団の一員の女性。緑のロングヘアーと後ろでまとめており、右目は髪に隠れていて、ハイヒールを身につけており、衣装の色は赤。一人称は「わたし」。
事務的な口調で発言した後で、視線をそらしつつ「っていうか○○」とイヤミを付け加える陰湿な性格。誰に対しても敬語で話すが、本音やイヤミをつぶやく際は、「〜じゃね？」「〜っての」など、乱暴な口調になる。仲間を捨て駒程度にしか考えておらず、「パフォーマンスの低いものほどよく群れたがる」と一緒に何かを協力しようとする行為そのものを見下している。お互いに嫌味を言い合っていたナルシストルーのことも「仕事と遊びの違いをわかっていなかった」と酷評している。
タブレット端末を所持しており、今までに生み出されたウバウゾーに関するデータの管理や、ゴッソリウバウゾーによる攻撃・防御の遠隔操作を行っている。
物語開始から暫くは事務の仕事に徹し、前線に出ることは無かったが、ナルシストルーが脱退してからは自ら実戦に赴くようになる。
レシピッピを奪う際には「ゼンブル、ゼンブル、ブンドル〜！」という詠唱と共に、スペシャルデリシャストーンがはめ込まれ、アルファベットの「B」に×マークが描かれた、四角い紅白の弁当箱のような捕獲箱にその標的を閉じ込める。ナルシストルーとは異なり、レシピッピ強奪時の食事の有無に関係なく、記憶どころか料理の存在そのものを奪ってしまう。
ブンドル団加入前は眼鏡をかけた女性であったが、料理が苦手であり、特に卵を割るのが苦手であった描写がある。また、当時は彼氏がいたが、料理下手を理由に破局に至ったと思われる描写もあり、そのときの苦い思いからか、「完璧になる」ことに固執している。その一方でタブレット端末でSNSをチェックしたり、はつこのことを「神の舌様」「はつこ様」と呼ぶなどミーハーな一面もある。
ゴッソリウバウゾーを召喚する際には、レシピッピを閉じ込めた容器を持ちながら「働きなさい、ゴッソリウバウゾー！」というかけ声の下、ブンドル団の象徴である「Bに×マーク」を調理関係の物品に飛ばす。
組織壊滅後はクッキングダムの牢獄に収監されており、罪を償った後はつこの元で働くことを目標にしている。
ナルシストルー
声 - 阪口周平
怪盗ブンドル団の一員の男。緑色の長髪をサイドテールにし、紳士風の衣装を身に纏っており、衣装の色は紫。一人称は「オレ様」。上歯2か所に牙が生えている。
気障な言い回しを好むナルシストな性格で、自身を「天才」「超絶イケメン怪盗」と自称する。また、「苦しむ顔を見るのは最高」「人が喜ぶのは虫酸が走る」という歪んだ嗜好を持つサディストでもあり、そのために、わざとレシピッピを開放したこともある。出撃前の挨拶のポーズが気に入らない様子を見せることが多い。
セクレトルーとは互いにイヤミや皮肉を言い合う一方、ゴーダッツへの忠誠心は高い。
レシピッピを発見するレーダーを開発したことで、失敗続きのジェントルーに見切りをつけていた。
ジェントルーが脱退してからは自らが出撃するようになるが、自身も出撃の度に命令よりも個人的な嗜好を重視するあまり敗北が続き、同時に全く反省する素振りを見せないため、次第にセクレトルーに呆れられるようになる。結果的に実力の低さを見かねたセクレトルーから「長所を生かす」よう念を押されたことを機に一線を退き、その後は自身が開発したスピリットルーに実戦を任せていた。その後、スピリットルーから抜き取ったスペシャルデリシャスストーンを用いて紅白の捕獲箱によってゴッソリウバウゾーを召喚してプリキュア達を追い込むが、コメコメの力でパーティアップスタイルへと強化されたプリキュア達に敗北。出撃前に「失敗したらあなたの居場所はここにはありません」とセクレトルーから最終通告を受けていたこともあり、この敗北により事実上ブンドル団を脱退する形となり、その場でプリキュア達に捕らえられる。そのままクッキングダムに連行され、反省のために投獄されることになった。
その正体は明示されていないものの、クッキングダムに住んでいた一般市民であった模様であるが、孤立していた上に食事そのものにも辛い思い出がある様子で、その過去については「あんな思いはもうゴメンだ!」とトラウマに感じている。それ故に楽しく食事をしている光景や「料理を楽しむ」というプリキュアたちの発言そのものに嫌悪感を抱いており、他人を傷つけようとする行為も「そういう生き方しかできなかった」と発言している。また、ジェントルー（あまね）とは異なり、洗脳されていたわけではないようである。また、ローズマリーが受けた報告によれば、自分に合う食べ物がなく、好き嫌いが激しいという極度の偏食である上に、極端な猫舌、さらにプライドの高さも相まって他人と一緒に食事することも苦手ということが明らかになっている。
ブンドル団からクッキングダムへの情報を提供しているとして始末されそうになったときは、ミニスピリットルーを返り討ちにして脱走。文化祭の最中であった私立しんせん中学校に潜入し、大きさを自由に変える装置を製作するが、もえやゆあん・いつきに教師と勘違いされ、生徒会長を引退するあまねへのサプライズの機械の修理を成り行きで行う。その際、もえたちにりんご飴を渡され、「おいしいものを食べる喜び」を知る。その後、連れ戻しに来たセクレトルーと居合わせ、プリキュアとゴッソリウバウゾーの戦闘の最中にセクレトルーにイヤミを言って怒りを買い、ゴッソリウバウゾーに殺されかけるが、プリキュアたちに助けられる。戦闘終了後、「ブンドル団から身を守るため」と称し、自らをクッキングダムに送るようプリキュアたちに促し、獄中へ戻っていった。
レシピッピを奪う際には「トルルン トルルン ブンドル〜！」という詠唱と共に、アルファベットの「B」に×マークが描かれた四角い弁当箱のような小型の容器にその標的を閉じ込める。ジェントルーとは異なり、レシピッピ強奪時の食事の有無に関係なく、食べ物に関する思い出も奪ってしまう。
戦闘時にはブラックペッパーの「ペッパーミルスピンキック」を蹴り返したり、キュアフィナーレのパンチを片手で受け止めるほどの実力を見せている。
モットウバウゾーを召喚する際には、レシピッピを閉じ込めた容器を持ちながら指を鳴らし「カモン！モットウバウゾー！」というかけ声の下、ブンドル団の象徴である「Bに×マーク」を物品に飛ばして融合させる。複数の物品を合成したモットウバウゾーを召喚する時にはかけ声が「混ざれ！モットウバウゾー！」になる。
スピリットルー
声 - かぬか光明
ナルシストルーによって開発された怪盗ブンドル団の一員のロボット。セクレトルーより渡された紫色のスペシャルデリシャストーンを胸にはめ込んだことによって完成し、身体の色はミント色で、胸にはメーターが付いており、手にはオレンジ色の手袋をはめている。一人称は「おいどん」で、語尾に「ごわす」をつけるなど薩摩弁のような口調で話す。
創造主であるナルシストルーやボスのゴーダッツに対する敬意は薄く、名前を呼び捨てにしている。その一方で出撃前の挨拶はノリノリで行っている。
ロボットであるが故に「食べることそのものが時間の無駄」という考えを持つ。また、前述のナルシストルーの記憶・認識がインプットされているため、プリキュアたちの「食事は楽しいもの」という主張を理解できない。その一方で困っている人を助けたり、方向音痴であったりもする。
レシピッピを奪う際には「ドンドン、トルトル、ブンドル〜！」という詠唱と共に、胴体にはめ込まれたアルファベットの「B」に×マークが描かれた四角い弁当箱のような小型の容器にその標的を閉じ込める。レシピッピが奪われた食事はブロック化し食べられなくなる。
ナルシストルーにとっては時間稼ぎの存在でしかなく、スペシャルデリシャストーンを抜き取られて一度機能を停止した。その後、新たに精製されたスペシャルデリシャストーンによって再起動したが、以前とは異なり上司に従順になり、機械的な口調になっている。
第41話ではクッキングダムに侵入し、クッキングとクックイーンを捕縛してしまうが、その後改心したナルシストルーに操作権を奪還され、プリキュア達に協力する。組織壊滅後はクッキングダムで働いている。
モットウバウゾーを召喚する際には、レシピッピを閉じ込めた容器を持ちながら「くっつくでごわす、モットウバウゾー！」というかけ声の下、ブンドル団の象徴である「Bに×マーク」を調理関係の物品に飛ばし、更に自分が持ってきた工具を投げて融合させる。また戦闘時にはモットウバウゾーを応援することで、胸のデリシャストーンによって力を強化させている。
ミニスピリットルー
声 - かぬか光明
スピリットルーの小型個体で、球体状の身体から羽根と腕が出ている。

#### 怪物
ウバウゾー
声 - 堀総士郎
ジェントルーが使役する怪物。突起物のような角と口から生えている牙、アイマスクが特徴で「ウバウゾー！」と発声する。
怪盗たちが捕獲対象のレシピッピを封印した弁当箱から放つエネルギーを物体に宿させることによって生み出される。素体となる物体はほとんどが調理器具。閉じ込めたレシピッピの数だけ、ウバウゾーも強くなる。
プリキュアの技を受けると「オナカ、イッパ〜イ」と幸せな表情を浮かべ、技を出したプリキュアと共に手を合わせ「ごちそうさまでした！」と言いながらハートマークの光と共に四散し、レシピッピが閉じ込められていた容器も真っ二つに割れ解放・救出される。
強化形態のウバウゾー
ウバウゾーの強化態で、ジェントルーが自身の力を分け与えたことによって猫の顔を思わせる形に変化した弁当箱によって生み出される。
外見や発声は通常のウバウゾーとほとんど変わらないが、アイマスクが赤色のシャープなものへと変化しているほか、通常のウバウゾーよりも攻撃力がはるかにパワーアップしており、プリキュアたちが総がかりで攻めても苦戦することが多く、レシピッピたちも慟哭の声を上げるほどに苦しむ。また、通常の個人技が通用せず、ハートジューシーミキサーを使用した技でなければ浄化することができない。
モットウバウゾー
声 - 堀総士郎
ナルシストルーとスピリットルーが使役する強化型ウバウゾー。外見や発声は通常のウバウゾーとほとんど変わらないが、アイマスクが緑色のシャープなものへと変化している。戦闘力も上がっており、プリキュアたちが総がかりで攻めても苦戦することが多い。かき氷機型の個体はプリキュア4人を氷漬けにし、ブラックペッパーが登場するまで戦闘不能状態にまで追い詰めている。
登場当初は1つの物品で生み出されていたが、第17話以降、2つの物品を合体させて生み出されるようになった。
ゴッソリウバウゾー
声 - 堀総士郎
主にセクレトルーが使役する強化型ウバウゾー。外見や発声は通常のウバウゾーとほとんど変わらないが、アイマスクや手足が赤色のシャープなものへと変化している。戦闘力もスペシャルデリシャストーンの力によって上がっており、キュアフィナーレの戦力をも圧倒するほどである。また、プリキュアの初期メンバー3人の個人の必殺技も通用しないが、プリキュア・ライト・マイ・デリシャスであれば浄化することが可能。ゴーダッツが召喚したゴッソリウバウゾーは前述の通り他の容器と異なり、浄化されても容器が割れない二重構造となっているためレシピッピを解放・救出することが困難となっている。

### プリキュア・関係者たちの家族

#### 和実家（なごみ亭）
和実 ひかる（なごみ ひかる）
声 - 木内秀信
ゆいの父。旧姓は「潮田」。職業は漁師で、現在は遠い海に出かけている。
和実 あきほ（なごみ あきほ）
声 - 中村千絵（第1 - 34話）→恒松あゆみ（第39 - 45話）
ゆいの母。「なごみ亭」を営んでいる。サッパリした性格で面倒見が良い。情報通でもあり、ゆいたちにキャンプの有力地を教えたりもする。
和実 よね（なごみ よね）
声 - 宮崎美子
ゆいの祖母。現在は故人。様々な言葉を残しており、特にゆいは「ごはんは笑顔」という言葉が好きであった。
おいしーなタウンでは名が知られた人物で、つるねが「およねさん」と呼ぶほどに周囲からも親しまれていた。また「一時間に100人分の食事を作った」「米三俵を担いで歩いた」「素手でマグロを捕まえた」などの真偽不明の伝説も語られている。
ゆいたちが20年前のおいしーなタウンを訪れた時によねと話す機会があり、この時ゆいが何か言いたそうなことを察しており、また自分の言葉が次の世代に取って苦難を乗り越えられる手伝いができるようバトンを渡す役割であってほしいと思っている。現代に戻って戦いの後にプレシャスはよねが死後も自分を見守ってくれていることを感じ取るとともに、この時のナレーションも自身がゆいのことを見守っていることを語ることで、その正体がよねであることを明かした。

#### 芙羽家（レストラン・デュ・ラク）
しょうせいとはつこは、朝早くから家を出たり、常に海外などへの出張で長く家を空けることが多いが、時折出張をキャンセルしたり、出張帰りでおいしーなタウンに戻ってくることもある。
芙羽 しょうせい（ふわ しょうせい）
声 - 中野泰佑
ここねの父。妻のはつこと共にレストランを経営している。普段あまりここねと会話する機会が無いため、当初ここねの興味のある物事に疎い様子であったが、最終的に轟の協力のもとリサーチを行い、プリティホリックのコスメをプレゼントしている。
芙羽 はつこ（ふわ はつこ）
声 - 行成とあ
ここねの母。新聞の記事に載ることがあるほどの有名人であり、レストランメニューの開発や食材買い付けを担当している。その味覚の鋭さから「神の舌」の異名を持つ。
ここねが幼い頃ボールドーナツをねだるも、その場にいたはつこの姉（ここねの伯母、声 - 半場友恵）が「あまり甘やかすとわがままになる」と言ったことから買ってあげられず、それ以来ここねが何事も遠慮するようになり、親子関係がかえって疎遠になってしまったことを長い間悔やんでいた。後にここねと親子水入らずの時間を過ごす中で一緒にボールドーナツを食べ、後悔を払拭している。
マイラからイースキ島の名物料理やレストラン街の開発の依頼を受け、一家で移住する話が持ち上がったが、ここねの「友達と一緒にいたい」という意志を尊重し、しょうせい・ここねを残してイースキ島に単身赴任し、食事の際はWeb会議システムを介して家族団らんを過ごしている。
轟（とどろき）
声 - 樫井笙人
芙羽家の運転手で、普段からここねの送迎を行っている。
仕事の合間などで一人で食事をした際、それに関して食器やシチュエーションにこだわった内容の写真を「ソロもぐちゃん」というアカウント名を使ってキュアスタにひっそりと投稿している。数年前多忙を極め食事を取るのもままならなかった頃、ある移動販売店のホットドッグを食べた際、そのおいしさだけでなく見た目にも力を入れているのに感銘を受け、自身も料理の見た目にもこだわって食事を楽しむようになったという経緯がある。

#### 華満家（ぱんだ軒）
華満 こしのすけ（はなみち こしのすけ）
声 - 斧アツシ
らんの父。家族で「ぱんだ軒」を営んでいる。
華満 つるね（はなみち つるね）
声 - 小林愛
らんの母。
華満 りん（はなみち りん）
声 - 河村梨恵
らんの妹。勘が鋭く、コメコメの本名の一部が「二世」であることから一世の存在を感じ取った。らんの事を「らんちゃん」と呼んでいる。
華満 るん（はなみち るん）
声 - 山口茜
らんの弟。

#### 菓彩家（フルーツパーラーKASAI）
菓彩 しゅういち（かさい しゅういち）
声 - 藤井啓輔
あまねの父。20年前はよねや又三郎と共に夫婦揃ってジンジャーと親交があった。
菓彩 ぼたん（かさい ぼたん）
声 - 進藤尚美
あまねの母。普段から和服姿で、京都弁で話す。
菓彩 ゆあん（かさい ゆあん）
声 - 宮田俊哉（Kis-My-Ft2）
あまねの兄の一人。みつきの双子の兄で、硬派な性格の青年。黒髪にカジュアルな服装が特徴で、左目の目尻の下に泣きぼくろがある。古風な紳士口調で話す。空手を嗜み、妹のあまねにも稽古をつけている。好物はチョコレートケーキ。
菓彩 みつき（かさい みつき）
声 - 宮田俊哉（Kis-My-Ft2）
あまねの兄の一人。ゆあんの双子の弟で、ゆあんとは対照的に性格の優しい銀髪の青年。右目の目尻の下に泣きぼくろがある。好物は生クリームケーキ。幼少期は兄弟で1つのバースデーケーキを宛がわれていたが、好みの相違で揉めて以降はそれぞれ別々にケーキが用意されている。

#### 品田家（福あん）
品田 門平（しなだ もんぺい）
声 - 池田鉄洋
拓海の父で、シナモンがおいしーなタウンで暮らすようになってから名乗っている名前。
20年前クッキングダムからおいしーなタウンに来た際、行き倒れていたところをあんに助けられ、そのお礼をかねてゲストハウスで住み込みで働き、その後あんと結ばれた。あんのことは「あんちゃん」と呼んでいる。長い黒髪を後ろで束ねており、あんよりも4歳若い。
物語開始より遡ること1年前にひかるとともに漁に出るが、その際に持っていたデリシャストーンを拓海に託した。
漁師として様々な場所を巡っており、イースキ島の王女であるマイラとも知り合うほど交友関係が広い。
品田 あん（しなだ あん）
声 - 大西沙織
拓海の母。旧姓は「大福」。ゲストハウスを営みつつ、「なごみ亭」の店員としても働いている。拓海のことは「たっくん」と呼んでおり、息子からは「母さん」と呼ばれている。夫の門平よりも4歳年上である。
20年前の時点でジンジャーとも面識があった。ローズマリーについては門平が心配するからと彼には伝えていなかったが、ローズマリーがジンジャーのことを知っていることを聞き、門平の過去を知っている人物であるとしてようやく話をした。

### 私立しんせん中学校
舞台となるおいしーなタウンに所在する中学校で、ゆいたちが通う学校。校門の上には招き猫が掲げられている。
制服は、冬服は男女ともに上下ダークブラウンカラーで、男子はブレザーとスラックスでカッターシャツには赤いネクタイを締めており、女子はセーラーブレザーとスカートを着用しブラウスには赤いリボンタイを着けている。夏服は男子は半袖のカッターシャツと濃い青緑色のスラックス、女子は濃い青緑色を基調に襟と袖口が白い半袖のセーラー服でタイは着けていない。ただし服装規定は自由らしく、例えばプリキュアの4人はいずれもイメージカラーのリボンタイ（ここねのみ紐状のタイ）を着けており、拓海はネクタイを締めていない。また、らんやあまねのようにカーディガンを羽織っている生徒や、ブレザーの下にパーカーを着用している生徒もいる。
担任
声 - 竹内恵美子
2年3組の担任の女性教師。名称不明。
玉木 わかな（たまき わかな）
声 - 長谷川育美
ゆいの友人の一人でクラスメイト。サッカー部に所属しており、中2ながら既にスカウトが注目するほどのサッカーの実力を持っている。
遠藤 いろは（えんどう いろは）
声 - 田中貴子
高田 りさ（たかだ りさ）
声 - 河村梨恵
長瀬 えな（ながせ えな）
声 - 島袋美由利
いずれもゆいたちのクラスメイト。学校に現れたウバウゾーを目撃し、逃げた先の物置が攻撃を受け出られなくなってしまうが、ここねが救いだし、以来彼女と仲良くなった。
本間 ともえ（ほんま ともえ）
声 - 島袋美由利
女子生徒。学食で食事していた際「目玉焼きに何かけるか」が話題となり、偶然隣にいた拓海たちもその話をしており、ともえ同様ケチャップとマヨネーズをかけると知って拓海に初恋の想いを抱く。勇気を出して拓海に告白するも返事を聞く前に逃げてしまい、覗き見ていたゆいたちに励まされる。その後改めて告白し、結果は失恋に終わるものの、拓海からは今後も友達でいるよう告げられている。
高木 晋平（たかぎ しんぺい）
声 - 観世智顕
ゆいたちのクラスメイトの男子生徒。らんがたまごサンドに語りかける光景を見て「変なヤツ」と言い放った上、誇張を加えて言い触らしたため、結果的にらんを傷つけることに繋がった。その他にも、普段から虚実入り交じったホラ話をすることが多い。
家庭では両親がともに店を営み多忙であったため、普段は兄に面倒を見られていた。しかし、兄が大学進学に伴い一人暮らしを始めたことで、次第に寂しさを募らせるようになった。ホラ話をするようになったのも、元々兄が晋平のホラ話を面白がって聞いていたためであり、いつしか学校生活でも寂しさを紛らわすため、拍車がかかるようになっていった。
かつて兄が作ってくれた肉じゃがの味に特別な思いを抱いており、甘く味付けされたタマネギにこだわりがある。
山倉 もえ（やまくら もえ）
声 - 長谷川育美
生徒会副会長。3年生。生徒会長の辞任を決意したあまねを説得するため、フルーツパーラーKASAIを訪れる。
かつてピアノのコンクールで失敗し、落胆していた際に店であまねにフルーツポンチを食べさせて貰い、無事に立ち直ることができた過去がある。そのため、フルーツポンチには特別な思い入れがあると同時に、あまねには恩がある。

### おいしーなタウンの人々
松山 咲枝（まつやま さきえ）
声 - 滝沢ロコ
和菓子屋『はごろも堂』の店主。60年続いてきた店の閉店を決意する。店を存続させようと活動するらんの気持ちを汲むと共に、「今大切なことは店の歴史を人々の記憶に残すこと」と伝えた。
湊 陽佑（みなと ようすけ）
声 - 保村真
拓海行きつけの青果店である、にこにこ青果店の店主。怪我のため入院している幼馴染みの麻恵と喧嘩してしまい、仲直りのため「伝説のクレープ」を手に入れることを試みる。しかし、クレープを提供していた店は既に海外に移転していたため、半ば諦めかけるものの、最終的に拓海の協力のもとクレープの味を再現することに成功した。
櫻井 麻恵（さくらい あさえ）
声 - 河村梨恵
陽佑の幼馴染み。怪我のため、しんせん病院に入院している。
藤野 タカオ・みやこ（ふじの タカオ・みやこ）
声 - 兼政郁人（タカオ）、田中貴子（みやこ）
焼きそばが有名な鉄板焼屋「鉄板ふじの」の店主夫妻。「屋台メシグランプリ」では名物の海鮮焼きそば「ラブラブシーフード焼きそば」の店を出し、ソース焼きそばを出すローズマリーたちと勝負することになる。
店自体はみやこの実家が営んでおり、タカオは常連客であった。5年前、タカオもみやこも互いに片思いするも告白できなかったが、よねが「お祭りの花火を一緒に見ながら同じ物を食べた2人はずっと一緒にいられる」というジンクスを教えたことがきっかけとなり、2人揃って花火を見ながら海鮮焼きそばを食べたときに意を決して告白、結ばれたという。
浅井 又三郎（あさい またさぶろう）
声 - 斉藤次郎
以前おいしーなタウンにいた板前。5年前に引退し息子夫婦を手伝うためおいしーなタウンを離れるが、街が恋しくなって時折おいしーなタウンに戻ってくることがあるほか、週末は各地を巡っておいしいものを探す旅に出ている。
よねとは料理人として切磋琢磨しながら、看板料理として味噌おでんを共同で作り上げた仲。またゆいや拓海も幼い時に又三郎に懐いていた。その一方で料理に関しては頑固な一面も持つ。
浅井 宏輔（あさい こうすけ）
声 - 漆山ゆうき
又三郎の孫。おいしいものを食べさせるため又三郎がおいしーなタウンに連れてきたが、本人としては友達と野球をしている方が楽しく、将来の夢も野球選手というのもあり、板前にさせたい又三郎と喧嘩している。普段から和食しか食べさせてもらえなかったことからハンバーガーにかぶりつくも、実際は又三郎のおでんが好きであり、その気持ちを伝えるようゆいから促され、又三郎に謝ったことで和解する。
玉木 ましば（たまき ましば）
声 - 相馬康一
わかなの父。会社員として働くかたわら、料理が苦手なのにもかかわらず、わかなのために朝からスポーツ選手に適した料理や弁当を作っている。

### イースキ島
おいしーなタウンから遠く離れた島国であり、王制が敷かれている。
マイラ・イースキ
声 - 和氣あず未
イースキ島の王女。容姿は瞳の色以外はゆいに瓜二つで、漁でイースキ島に寄った門平からゆいのことを教えられ、この時記念の品として招き猫を門平から贈られている。
公務においては普段から微笑んでいる事から「微笑みの王女」と呼ばれているが、実際は失敗を恐れ極度に緊張しやすいため喋ることができず、ただ微笑んでいるだけであった。その一方で失敗しないよう下調べなど入念な準備を怠らない。
おいしーなタウンを訪れたときにあまねがその姿を見て驚いたことからゆいのことを思い出し、訪問最終日にゆいと対面する。この時街中の料理を食べようと思っていたが多忙でそれができていないことを明かすと、ゆいの提案で入れ替わりあまねたちのエスコートで街に出てテイクアウトした料理を堪能するとともに、この時自分が真に好きなのがイースキ島であることや、その気持ちがあれば迷う必要は無いと悟った。最後に今回の訪問の締めくくりとなる歓迎の式典のスピーチでは原稿を読まずに自らの言葉で堂々と想いを発した。
後に出張でイースキ島を訪れたしょうせい・はつこ夫妻の訪問を受けた際に、2人に島の振興に役立つような新たな名物料理の開発を依頼する。また、ゆいたちとはWeb会議システムを通じて対話するなど交流を持ち続けている。
ゲンマ・イタック
声 - 谷昌樹
マイラに幼い頃から仕える側近。王族であるマイラを守るため厳しく接してきたが、それが返ってマイラへのプレッシャーとなっていた。
マイラに変装したゆいと行動を共にするなか、サンザーが放った刺客によって囚われの身となるが、脱出しプレシャスに変身したゆいによって救い出されるとともに、この時のプレシャスの言葉によって自分がマイラを苦しめていたことに気付かされた。
サンザー・イースキ
声 - 米内佑希
イースキ島の王子でマイラとは従兄弟にあたる。自らが王になるのがふさわしいとマイラの王位継承に異議を申し立て、彼女への妨害工作を繰り返すが、マイラに変装したゆいによって阻止され失敗に終わる。

### その他の人々
ナレーション
声 - 宮崎美子
本作品のナレーション。当初は正体が明かされてなかったが、第38話でよねであることが明かされた。
解説はゆい達の日常生活やおいしーなタウンに関する内容が中心であり、プリキュアやクッキングダム、ブンドル団などの解説は行っていない。おいしーなタウンには詳しく、「伝説のクレープ」（後述）を食した経験がある旨の発言もしている。
くまモン
熊本県のマスコットキャラクター。こしのすけが理想のラーメンを求めるため熊本を訪れたとき、屋台でラーメンを作っていたくまモンと出会い、それ以来の旧知の仲。今回「すすれ！ちゅるちゅる☆フェスティバル」のゲストに招かれたことからおいしーなタウンを訪れる。
館本 飯菜（たてもと はんな）
声- 加藤英美里
グルメインフルエンサー。愛称は「タテモッティ」。キュアスタに日々料理を紹介する写真を公開し、その写真表現などから注目されており、らんの憧れの対象となっている。話す際には英語混じりのしゃべり方をする。
グルメ番組『今日も！ムシャムシャパラダイス』の撮影のためにおいしーなタウンを訪れ、ぱんだ軒などの食レポを行う。この時緊張しすぎたこしのすけの代わりにぱんだ軒のラーメンについて説明しようととするも、やはり緊張で話せなかったらんに対し、「私も昔は全然ダメだった」と励まし、諦めずに挑戦し続けたことで夢を叶えたことを語った。また紹介する店のことを100%伝えられるよう、日々様々な店のことをノートに書き留め勉強している。
ゴッソリウバウゾーが出現し、踏み潰されそうになったところをらんによって救われる。その後杏仁豆腐の食レポをするときにらんに協力を求め一緒にレポートし、別れる際には自分を信じるようアドバイスした。
ギャル曽根（ギャルそね）
声 - ギャル曽根
グルメコメンテーター・タレント。飯菜とともに『今日も！ムシャムシャパラダイス』の番組撮影のためぱんだ軒を訪問、特大サイズのラーメンを食す。
ケットシー
声 - なし
本作品のシリーズ単独映画『夢みるお子さまランチ！』に登場するドリーミアの館長並びに発明王。映画エンディングで自らのレストランを出店してからの姿で一瞬姿を見せており、門平が世界各所に土産物として渡してきた招き猫（声 - 堀総士郎）がレシピッピスタンプに込められた「ありがとう」の気持ちと、ほかほかハートの力によってブンドル団のアジトに集まる際に、かつて自らが着ていた着ぐるみを模した招き猫が向かう光景を見つめていた。

### 他作品からの登場人物
以下特記のないプリキュアは第29話にて、ゆいたちがコメコメのワープ能力でクッキングダムからおいしーなタウンに移動する最中のワープ空間に現れた空想の中にカメオ出演で登場した。いずれも声なしで、それぞれの過去のプリキュア変身直後の名乗り・戦闘シーンをハイライトで流す形で登場。

#### トロピカル〜ジュ！プリキュア
キュアサマー
キュアコーラル
キュアパパイア
キュアフラミンゴ
キュアラメール

#### ヒーリングっど♥プリキュア
キュアグレース
キュアフォンテーヌ
キュアスパークル
キュアアース
ラビリン
ペギタン
ニャトラン
ラテ

#### スター☆トゥインクルプリキュア
キュアスター
キュアミルキー
キュアソレイユ
キュアセレーネ
キュアコスモ

#### ひろがるスカイ！プリキュア
ソラ・ハレワタール / キュアスカイ
声 - 関根明良
シリーズ次作『ひろがるスカイ!プリキュア』の主人公。
第45話の本編終了後のCパートに変身前の姿で登場。ゆいたちがクッキングダムの住民たちに土産物を渡す準備で、クリスタルシュガーボトルにメッセージを書こうとするための筆記具を探している所をソラが森の中を駆け抜けながら目撃し、自ら所持しているミラージュペンをゆいに渡すと同時に、ピンク色の小さな箱とおむすびを彼女から貰う。その際、彼女がおむすびを貰った際に放った「ごはんは笑顔」という言葉を気に入り、おむすびを食べた直後に言葉をヒーロー手帳にメモしてその場を後にする。プレシャスとのバトンタッチ映像にも変身後の姿で登場。
エル
声 - なし
ソラ同様に第45話のバトンタッチ映像に登場。

### ドリームステージのゲストキャラクター
キャロ
声 - 赤﨑千夏
異世界モチツキ王国のプリンセス。ウサギの耳と顔をした姿で、一人称は「わらわ」、語尾には「ピョン」とつける。
王国の恒例行事である「モチモチお餅つきパーティー」の開催が間近であるものの、他の世界では食事への感謝が見られなくなっていることから、国内でも開催について賛否両論が起きており、キャロ自身もそれについて悩んでいたが、ゆいたちの食事を大切にする姿勢を見て開催を決意する。

## プリキュアの設定
本作品におけるプリキュアは、「クッキングダムに伝わる伝説の戦士」として位置付けられている。
初期メンバーはエナジー妖精がそれぞれのフォームに変化した後に光の衣の姿で、あまねは私服の姿のままハートフルーツペンダントを手に持った後に光の衣姿となり、それぞれ4人とも「プリキュア！ デリシャスタンバイ！ パーティ・ゴー！」と叫ぶ。
第7話で初期メンバーの3人が揃い、第10話からは変身時の名乗りの終わりにプレシャス、スパイシー、ヤムヤム、フィナーレの順で1人ずつ顔が映し出された後、腰に手を添え、「デリシャスパーティ♡プリキュア！」と名乗るようになる。その際の立ち位置は向かって左からスパイシー・プレシャス・ヤムヤムの順。フィナーレは第18話で登場・加入し第19話から名乗りに参加。フィナーレはスパイシーとプレシャスの間に入る。
4人ともウバウゾーに技が決まった際は一緒に手を合わせながら、「ごちそうさまでした！」の決めゼリフと共に浄化する。
詳細な理由は明らかにされていないが、自身がプリキュアであることとクッキングダムという別世界が存在することは周辺の人物には秘密としている。
またウバウゾーは大勢の人間に目撃されてパニックが生じるが、プリキュアとの戦闘はローズマリーが形成したデリシャスフィールド内で行われるため、プリキュアは基本的に一般人には存在が認知されていない。例外として第31話においてイースキ島の関係者には成り行き上存在が知られている。なお、終戦後の第45話では、クッキングダムで行われた式典で用意された巨大ケーキのロウソクに火をともす目的で国民の前で変身している。
作中では過去の時代のプリキュアは登場しなかったが、その存在は示唆されている（ただし、ローズマリーも先代の詳細は知らないと話している）。

### キュアプレシャス
和実ゆいがコメコメの力を得て変身する。
変身時はピンク色の袖なし半纏の姿で、「にぎにぎ！（コメコメ！）、ハートを！（コメコメ！）、シェアリンエナジー！（コメー！）」と言った後、コメコメのポケットのハートが光り、変化したピンクのシルエットのおむすびを食べると、髪型・上半身・手・下半身・背中のリボン・足の順で変身する。
変身時の名乗りは「あつあつごはんで、みなぎるパワー！ キュアプレシャス！ おいしい笑顔で満たしてあげる！」。イメージカラーは温かい感じを意識したピンクで、差し色として和テイストに繋がる赤が用いられている。
頭にリボンのハートが装着されている。チャームポイントはお米の粒のようなツインテールが特徴である。髪に白いハートの柄がついている。コスチュームにはピンクのドレスに水色と黄色のエプロンが装着されており、両側に水色とピンク色のリボンがついている。両手には薄いピンク色の手袋を着用、両足には赤い靴下とつま先が赤い足袋状の白いブーツを履いている。
戦闘スタイルとしては真っ向から敵に攻撃していくタイプでジャンプする際に高く跳ぶことで、空中で行動することも可能であり、ここねをお姫様だっこしながら飛行したこともある。
個人技
500キロカロリーパンチ
「500」の数字が腕に浮かび上がり、薄いピンクの光を纏ったパンチを叩き込む技。
1000キロカロリーパンチ
「1000」の数字が腕に浮かび上がり、ピンクの光を纏ったパンチを叩き込む強化技。
2000キロカロリーパンチ
「2000」の数字が腕に浮かび上がり、濃いピンクの光を纏ったパンチを叩き込む強化技。飛行時にパンチを繰り出すことで飛ぶ速さがより加速する。
プリキュア・おなかいっぱいパンチ
プレシャス、スパイシー、ヤムヤム、フィナーレのエナジーが一つに合わさり、「1」と無限に広がる「0」の数字が腕に浮かび上がり、濃いピンクの光を纏ったパンチを叩き込む強化技。強化形態と化したゴーダッツにダメージを与える威力を持つ。
これらの他に5000キロカロリーパンチと言う技も存在するようであるが発動に失敗している。
浄化技
プリキュア・プレシャストライアングル
ハートキュアウォッチに手をかざして、ピンク色の三角形を無数に作り出し両手で「プリキュア！ プレシャストライアングル！」の掛け声で対象に向かって放ち浄化する技。
プリキュア・デリシャスプレシャス・ヒート
「キュアプレシャス、ハートジューシーミキサー！」と唱え、ハートジューシーミキサーのダイヤルをピンクの三角に合わせ、「シェアリン！エナジー！ミックス！」と言いながらレバーを4回押してエネルギーをチャージし、対象に向けて持ち手にあるトリガーボタンを押すことでピンクの光を放って浄化する技。

### キュアスパイシー
芙羽ここねがパムパムの力を得て変身する。
変身時は青色のノースリーブの姿で変身するが、他の2人より袖が若干長く、変身時は、「オープン！（パムパム！）、サンド！（パムパム！）、シェアリンエナジー！（テイスティー！）」と言った後、パムパムのポケットのハートが光り、変化した水色のシルエットのサンドイッチを食べると、髪型・上半身と手・スカート・背中のリボン・エプロン・胸のハート・足の順で変身する。
変身時の名乗りは「ふわふわサンドde（）心にスパイス！ キュアスパイシー！ 分け合うおいしさ、焼きつけるわ！」。イメージカラーは洋風モチーフかつクールビューティをイメージした青で、おしゃれ感を出すため紫や黄色が差し色として用いている。
頭にパンの形をしたリボンが装着されており、チャームポイントにもなっている。プレシャスと同様、髪に白いハートの柄がついている。コスチュームには青色のドレスに紫色とピンク色のエプロンが装着されており、両側に水色とピンク色のリボンがついている。両手には薄い青色の手袋を着用し、両足は藍色のタイツで覆われ、ピンク色のリボンのついた水色を基調としたショートブーツを履いている。
直接攻撃よりも技で敵の動きを封じるなど仲間のサポートをすることが多く水色のメロンパン型シールドを作り出し、敵の攻撃を防ぐことも可能。
個人技
ピリッtoサンドプレス
両手で食パン型エネルギー体を2つ生成し、対象を挟んで攻撃・拘束する技。
ピリッtoヘビーサンドプレス
両手で2枚重ねの食パン型エネルギー体を2つ生成し、対象を挟んで攻撃・拘束する強化技。
シンデレラフィット
メロンパン型シールドの変型技。敵の頭上に巨大なシールドを作り出しそのまま蓋をする。
クラスティパンバリア
メロンパン型シールドの強化版。緑の強力なシールドで対象からの攻撃を跳ね返す技。敵に飛ばしてダメージを与える技としても使用されている。
浄化技
プリキュア・スパイシーサークル
ハートキュアウォッチに手をかざして、水色の丸を両手で描いて「プリキュア！ スパイシーサークル！」の掛け声で青いハートの螺旋ビームを対象に向かって放ち浄化する技。攻撃技として使用することも可能。
プリキュア・デリシャススパイシー・ベイキン
「キュアスパイシー、ハートジューシーミキサー！」と唱え、ハートジューシーミキサーのダイヤルを水色の丸に合わせ、「シェアリン！エナジー！ミックス！」と言いながらレバーを4回押してエネルギーをチャージし、対象に向けて持ち手にあるトリガーボタンを押すことで水色の光を放って浄化する技。

### キュアヤムヤム
華満らんがメンメンの力を得て変身する。変身時は黄色のノースリーブの姿で、「くるくる！（メンメン！）、ミラクル！（メンメン！）、シェアリンエナジー！（ワンターン！）」と言った後、メンメンのポケットのハートが光り、変化した黄色のシルエットのラーメンを食べると、髪型・上半身・耳・手・下半身・背中のリボン・足の順で変身する。
ちなみに、繰り返し言葉のプリキュア名はシリーズ初である。また、英字表記は「Cure Yum-Yum」。
変身時の名乗りは「きらめくヌードル・エモーション！ キュアヤムヤム！ おいしいの独り占め、ゆるさないよ！」。イメージカラーは中華モチーフから黄色で、差し色として赤や緑を使っている。
頭に赤い二つのお団子型のシニヨンキャップが装着されている。コスチュームはオレンジのドレスにピンクと水色の縁取りとピンクと紫色のリボンが特徴の白いエプロンがついている。両手には薄い黄色の手袋を着用し、くるぶしに赤いリボンをつけ、オレンジ色のチャイナシューズを素足履きしている。
動きが素早く先陣を切って攻撃を仕掛けることが多いものの、やや非力で敵をダウンさせるような有効打とはならず反撃を受けることもある。
個人技
バリカッターブレイズ
麺状の細いカッターを無数に作り出し対象に攻撃する技。攻撃力は低く主に敵を足止めするのに使われる。
バリバリカッターブレイズ
麺状の太いカッターを無数に作り出し対象に攻撃する強化技。ただし同時期に敵も強化されており、用途としてはバリカッターブレイズと同様である。
バリバリワンタンブレイズ
無数に作り出した麺状の太いカッターと、口から火を吐くメンメンの技を同時に攻撃する強化技。強化形態と化したゴーダッツに放つための技ではあるが、用途としてはバリバリカッターブレイズと同様である。
浄化技
プリキュア・ヤムヤムラインズ
ハートキュアウォッチに手をかざして、黄色の麺状になった細い線を無数に作り出し「プリキュア！ ヤムヤムラインズ！」の掛け声で対象に向かって放ち浄化する技。ただし強化タイプのウバウゾーには通用しない。
プリキュア・デリシャスヤムヤム・ドレイン
「キュアヤムヤム、ハートジューシーミキサー！」と唱え、ハートジューシーミキサーのダイヤルを黄色の三本線に合わせ、「シェアリン！エナジー！ミックス！」と言いながらレバーを4回押してエネルギーをチャージし、対象に向けて持ち手にあるトリガーボタンを押すことで黄色の光を放って浄化する技。

### キュアフィナーレ
菓彩あまねが変身するプリキュア。変身時は紫色のワンピースの姿で「フルーツ！ ファビュラス・オーダー！」と叫び、ハートフルーツペンダントの中央のボタンを4回タッチして、「シェアリンエナジー！」と言ったあと変身が始まる。紫色のハートを食べた後、髪、上半身と手、下半身、バックリボンに続き、「トッピング！」「ブリリアント！」「シャインモア！」と叫びながら、エプロン、カチューシャ、髪に付いている金平糖の順で変身する。
変身時の名乗りは「ジェントルにゴージャスに、咲き誇るスウィートネス！ キュアフィナーレ！ 食卓の最後を、このわたしが飾ろう」。イメージカラーはゴールドで、ケーキのイメージで白や紫も用いられている。
衣装はパフェをモチーフとし、髪はグラデーションがかった淡い金色で、頭頂部でポニーテールのように結わえた幅広の長いウェーブヘアになり、頭部には紫色のハートのカチューシャとホワイトブリムが装着されているほか、様々な色の金平糖の飾りがついている。コスチュームには白と苺の柄を基調としたドレスに赤色と紫色のエプロンが装着されており、両側にブルーベリーの飾りがついている。背中にバックリボンがついている。手は初期メンバーのように手袋ではなく白色のフィンガーレスグローブを着用し、足には黄色いセパレートストラップのブロックヒールパンプスを素足履きしている。
変身前の空手を活かした格闘を行っており、その動きは流麗で初戦闘時にはスパイシーに「闘う姿も華麗」と評された。
個人技
プリキュア・フィナーレ・ブーケ
クリーミーフルーレの手前にある白いスイッチを1回回して、エネルギーをチャージし、「プリキュア！ フィナーレ・ブーケ！」の掛け声で対象に向けて持ち手にある金平糖の形をしたボタンを押すことで金平糖型の紫色のエネルギー弾を放って攻撃する技。
浄化技
プリキュア・デリシャスフィナーレ・ファンファーレ
「ブルーミン・ダンシンフルーツ！」と唱え、手前にある白いスイッチを4回短く回して、黄、ピンク、黄緑、紫の光の玉を出し、無限の形を描きながら振りエネルギーをチャージし、対象に向けて持ち手にある金平糖の形をしたボタンを押すことで光の玉と紫色の光を放って浄化する技。

### パーティアップスタイル
コメコメの力によりパワーアップした姿。コメコメの「コメコメの力をみんなに！」と、プリキュア4人の「パーティキャンドルタクト！」の後に、4人が「笑顔のパワー！」「分け合うパワー！」「情熱のパワー！」「正義のパワー！」とコメコメの「プリキュア・パーティアップ！」の掛け声で変身する。
外見は4人バラバラであるが、パーティアップリングを左の中指にはめ、頭部には4人のイメージカラー（フィナーレは紫）の色の花があしらわれた髪飾りと両側にミントグリーンのリボンを着用する所が共通する。初期メンバーは素手になるのに対し、フィナーレは手が全て覆われた手袋を着用する。またそれぞれのハートキュアウォッチ・ハートフルーツペンダントもカバーの色や飾りが白基調に変化する。
キュアプレシャス
着物をモチーフにした長袖のコスチュームを着用し、足袋を模したロングブーツを履いている。
キュアスパイシー
長袖のロングドレスを着用。頭にはボンネットが追加され、上記の髪飾りもボンネットに付いている。
キュアヤムヤム
黄色を基調とした長袖かつ裾の広がったスカートのコスチュームを着用する。
キュアフィナーレ
シースルーのパフスリーブが付いたロングドレスのコスチュームになる。手甲にハートマークがついた手袋をはめ、つま先が黄色い白のセパレートストラップハイヒールを履いている。

### 合体技
プリキュア・ミックスハートアタック
ハートジューシーミキサーを使って放つ初期メンバー3人での合体技。ハートジューシーミキサーのダイヤルを青緑のハートに合わせ、「トリプルミックス！」、「デリシャスチャージ！」と唱えパワーを溜め、プレシャスが「プレシャスフレイバー！」スパイシーが「スパイシーフレイバー！」ヤムヤムが「ヤムヤムフレイバー！」と唱えながらレバーを5回押してエネルギーをチャージし、対象に向けて持ち手にあるトリガーボタンを押すことでピンク・水色・黄色の合わさった光を放って、強力になったウバウゾーを浄化する技。
プリキュア・ライト・マイ・デリシャス
パーティキャンドルタクトとパーティアップリングを使って放つプリキュア4人での合体技。パーティアップスタイルに変身後、プレシャス、スパイシー、ヤムヤム、フィナーレの順で1人ずつ左手で花のボタンをかざすように押し、4人それぞれのイメージカラー（ピンク・水色・黄色・紫色）のハートを描いた後、「心をひとつに！」の掛け声でタクトを前に差し出し、空中で対象に向かって飛びながら「プリキュア！ライト・マイ・デリシャス！」の掛け声で放ち、最後にキャンドルの炎を吹き消し、そこでコメコメが中心に入って5人で「ごちそうさまでした」の声と共にゴッソリウバウゾーを浄化する。

### 関連アイテム
ハートキュアウォッチ
初期メンバーが使用するブレスレット型のアイテム。ビデオ通話で会話することが出来るほか、奪われたレシピッピの位置情報機能や、取り返したレシピッピをクッキングダムへ送ったり、クッキングダムから物を送る機能も搭載されており、エナジー妖精の部屋も備わっている。レシピッピによる料理のレシピを表示させることもできる。レシピッピのSOSを感知できる距離には限界があり、ゆいたちがジンジャーのことを調べるため20年前へタイムスリップしていたときは、レシピッピが奪われたことを感知できず、過去から帰還するまではブラックペッパーが1人でゴッソリウバウゾーと戦っていた。
デリシャストーン
クッキングダムにある不思議な力を秘めた宝石。クックファイターに一人ずつ与えられ、持つ者によってその力を発揮し、戦闘時に技を出すことができる。また、クッキングダムとおいしーなタウンを行き来する際に必要となり、ハートキュアウォッチとの通信もできる。拓海は門平（シナモン）からハート型の台座に埋め込まれた緑色のデリシャストーンを託されており、このストーンには所有者の傷を回復させる能力を持つ。
スペシャルデリシャストーン
特別な能力を持つデリシャストーン。ジンジャーが開発し、かつては彼のみが作ることができたが、彼が亡き今は作ることができる人物がおらず、このためクッキングダムにはローズマリーの持つネックレス型とフェンネルが所持するピンバッジ型の2つしか現存しない。
一方、ブンドル団にはゴーダッツによって試作品として作られた紫色のスペシャルデリシャストーンが存在し、セクレトルーからナルシストルーに開発用として渡され、完成したスピリットルーの胸や紅白の捕獲箱に取り付けられている。なお、試作品の失敗作は次元廃棄されており、ケットシーの手に渡ることになる（後述）。
ローズマリーとフェンネルのスペシャルデリシャストーンは本来1つであり、シナモンに譲渡される予定であったが、シナモンがクッキングダムから追放された後、2つに分割されている。
終戦後、ローズマリーとシナモンに改めて譲渡されるが、ゴーダッツが起こした事件を受けて機能は異次元間の移動能力のみとなった。
映画ではゴーダッツが試作した失敗作のスペシャルデリシャストーンをケットシーが所属していた謎の研究機関が入手しており、ケットシーの研究によってエネルギー転換できるようになったが、悪用されそうになったところをケットシーが持ち出し、後にドリーミアを動かす原動力として用いられている。
パーティグラス
ゆいたちが飲み物を飲む時に使用するグラス。戦闘では使用しない。
エンディング映像でプリキュア4人がダンスする際のアイテムとしても使われており、映像の音楽と連動して動作するギミックがある（詳細は下記の主題歌を参照）。
ハートジューシーミキサー
初期メンバーが使用するミキサー型のアイテム。レシピッピの力でまとめたアイテムであり、中央部のダイヤルでそれぞれ3人の個人技に切り替え、先端のレバーを押し込むことでエネルギーをチャージし、銃のように構えて持ち手にあるハート型のトリガーボタンを押すことで対象に光線を放つことができる。
ハートフルーツペンダント
あまねがキュアフィナーレに変身する際に使用するペンダント型のアイテム。ほかほかハートの結晶体が変化したもので、中央のボタンを押したり、右回転させると変身できる。また、ハートキュアウォッチと同等のレシピッピ回収や通信等の機能も持っている。
クリーミーフルーレ
キュアフィナーレが個人技・浄化技を行うための絞り袋型のアイテム。手前にある白いスイッチを1回廻すと個人技、4回廻すと浄化技をそれぞれ放つ事ができる。
パーティキャンドルタクト
コメコメの力でまとめたタクト型のアイテム。先端はキャンドルのロウソクのような形になっており対象に技を放つ際に息を吹きかけることで浄化することができる。中央部には赤い花柄のボタンと4人のイメージカラーの花のエンブレムがついている。プリキュアがパーティアップスタイルに変身・合体技を放つ際に使用される。また、これとは別に単独映画ではオリジナル技「プリキュア・プレシャスエターナルドリーミア」も放つことが可能。
パーティアップリング
コメコメの力でまとめた指輪。プリキュアがパーティアップスタイルに変身・合体技を放つ際に左の中指にはめて使用される。

## 作中用語
おいしーなタウン
ゆいたちが暮らしている街。和食・洋食・中華の3つのストリートに分かれている。おすすめスポットは公園。
街のシンボルは招き猫で、街の中央には巨大な招き猫がそびえているほか、街中の至る所に招き猫が飾られている。これはよねがなごみ亭の店内に飾り始めたのがきっかけとなって街中に広がったという。この招き猫の正体はジンジャーが用意していたほかほかハートの蓄積装置であった。
ブンドル団がレシピッピを略奪した影響により、南米料理のエリアがシャッター通りになるなど、社会的・経済的被害が出ている。ブンドル団壊滅後は長期間休業に追い込まれていた店も再開している。
なごみ亭（なごみてい）
ゆいの実家で、母が経営する定食屋。おすすめのメニューは、鰆の西京焼き定食。
レストラン・デュ・ラク
ここねの実家で、親が経営する高級レストラン。城のような建物で、湖畔に位置しており、テラス席からは湖を一望できる。
ぱんだ軒（ぱんだけん）
らんの実家で、親が経営するラーメン屋。作業員はパンダの帽子をかぶっている。
フルーツパーラーKASAI（フルーツパーラーカサイ）
あまねの実家で、親が経営する果物店・喫茶店。ここで販売されるハートフルグミはバンダイより実際に商品化されている。
福あん（ふくあん）
拓海の実家で、親が経営するゲストハウス。なごみ亭の隣にある。ローズマリーはここをおいしーなタウンでの拠点として泊まり込んでいる。
ハートベーカリー
ここねがよく訪れるパン屋。ここで販売されるハートパンとボールドーナッツは第一パンより実際に商品化されている。
Pretty Holic（プリティホリック）
ゆいたちが訪れるコスメショップ。ここで販売される化粧品類はバンダイより実際に商品化されている。
前作『トロピカル〜ジュ!プリキュア』および次作『ひろがるスカイ!プリキュア』以降の作品でも店を経営する一部のプリキュアメンバーの実家が店舗と自宅を兼ね備えたコスメショップとして登場しているが、本作品では店舗兼住宅として暮らしているプリキュアメンバーが存在せず、店のみで登場している。
あさからハンバーグ / いつでもハンバーグ
おいしーなタウンにあるハンバーグ店。店舗テントや外壁の色は「あさから」は赤色、「いつでも」は青色であるが外装のデザインはいずれも酷似したものとなっており、2店舗ともに近隣に店を構えている。
山海食堂
おいしーなタウンにある飲食店。高木晋平がこのお店で肉じゃがの定食を食べていた。
Rental Dress Studio
ゆいたちが訪れる衣装レンタルショップ。ドレスやワンピースのほか、かぶりものやアクセサリー、靴、ハロウィン関連コスチュームも取り扱っている。
はごろも堂（はごろもどう）
らん行きつけの創業60年の歴史を持つ和菓子屋。近所の大型デパート「PAON」に複数の和菓子屋が出店したことに伴い、閉店している。
PAON（パオン）
おいしーなタウンにある大型デパート。
しんせん病院（しんせんびょういん）
おいしーなタウンにある病院。
THE DINER
ゆいたちが訪れるハンバーガーショップ。
屋台メシグランプリ（やたいメシグランプリ）
おいしーなタウンでの祭りで催される屋台の大会。街中の料理人が屋台を出して参加、その味で競う。優勝賞品はおいしーなタウンで使えるクーポン券。ローズマリーが買い食いしすぎてお金がなくなったところ、らんからこの話を聞き出場を決め、焼きそばの屋台を出すことになった。
すすれ！ちゅるちゅる☆フェステイバル
麺料理のイベントで、和洋中問わず街中の麺料理店が参加する。
レシピボン
クッキングダムが大切に守ってきた、全ての料理の作り方（レシピ）が書かれた本。ブンドル団はこの本を盗み出し、レシピッピを全て集めてこの本を完成させる事を最大の目的としており、ローズマリーとエナジー妖精は本の奪還のためにおいしーなタウンにやってきた。
物語開始以前にもレシピボンが盗まれたことがあり、この時はシナモンと呼ばれる人物が盗み出したもののすぐに見つかったとされていたが、あまねは「シナモンではなくこの時もブンドル団が盗んだ」と聞かされており、矛盾が生じている。後にフェンネル（ゴーダッツ）の画策でシナモンに冤罪を着せていた事が明かされている。
ゴーダッツが全てのレシピッピを封印したことで両方の世界の全ての料理が失われるも、プリキュア達の活躍により奪還され、クッキングダムに保管されることになった。
デリシャスフィールド
ローズマリーが戦闘時に形成する戦闘用の異空間で、砂漠のような景観が広がっている。デリシャストーンが壊れても形成できる。
この空間に入るとレシピッピを連れ出すことができなくなる。レシピッピを所持していなければ空間からの脱出は可能。
ローズマリーはデリシャスフィールドに立ち入る者を選別できるが、デリシャストーンを所持している場合はこの影響を受けないため、拓海（ブラックペッパー）は自由に出入りができる。またプリキュア覚醒前のゆい達も自らの意志で入っていたが、ここねとらんは後にパートナーとなるエナジー妖精を連れて入ったのに対し、ゆいが単独で侵入できた理由については本人は「わかんない」と答えている。
おともだちDAモン（おともだちダもん）
作中世界で放送されている、友達を題材とした教育系テレビアニメ。
今日も！ムシャムシャパラダイス（きょうも！ムシャムシャパラダイス）
作中世界で放送されているグルメ番組。館本飯菜とギャル曾根がレポーターとしておいしーなタウンを訪れ、各飲食店に訪問・取材し、店の料理の味の魅力などを紹介している。

## スタッフ
シリーズディレクターは『映画 プリキュアミラクルリープ みんなとの不思議な1日』などを監督した深澤敏則、シリーズ構成は『ヒーリングっど♥プリキュア』で各話脚本を手がけた平林佐和子、キャラクターデザインは油布京子がそれぞれ担当する。
- 原作 - 東堂いづみ
- 漫画 - 上北ふたご（講談社『なかよし』連載）
- 企画 - 西出将之（ABCアニメーション）、高橋知子（ADKエモーションズ）、鷲尾天
- プロデューサー - 加藤香織（朝日放送テレビ）、多田香奈子（ABCアニメーション）[96]、矢﨑史（ADKエモーションズ）[96]、安見香[96]
- キャラクターデザイン - 油布京子[96]
- ウバウゾーデザイン - 春山和則[97]
- シリーズディレクター - 深澤敏則[96]
- シリーズディレクター補佐 - 村上貴之（第16話 - ）
- シリーズ構成 - 平林佐和子[96]
- 美術デザイン - 増田竜太郎[96]
- 美術監督・チーフ美術 - いいだりえ[96]
- 色彩設計 - 清田直美[96]
- 音楽 - 寺田志保[96]
- 撮影監督 - 赤澤賢二
- 編集 - 麻生芳弘
- 録音 - 林奈緒美
- 音響効果 - 石野貴久（ちゅらサウンド）
- 音響制作 - タバック
- 音楽制作 - マーベラス
- 音楽協力 - 東映アニメーション音楽出版
- 製作担当 - 井桁啓介
- アニメーション制作 - 東映アニメーション
- 制作協力 - 東映
- 制作 - 朝日放送テレビ、ABCアニメーション、ADKエモーションズ、東映アニメーション

## 主題歌
主題歌の歌唱は、前作『トロピカル〜ジュ!プリキュア』でオープニングテーマを担当したMachicoと前期エンディングテーマを担当した吉武千颯がそのまま続投、後期エンディングテーマはシリーズ初参加の佐々木李子が担当する。
エンディングダンスの振付は前作に引き続きCRE8BOYが担当。また、前作品に引き続き地上波での本放送に限り玩具およびデータ放送との連動によるエンディングでのエンターテインメント要素が設けられており、玩具は「みんなでかんぱい♪パーティグラス」がエンディング映像の音声を認識して連動する形で動作する仕組みになっており、エンディングが始まる前に玩具起動待機時間として、プリキュアによる10秒程度の飲み物を伝える映像が設けられている。リアルタイム視聴時には連動データ放送でリモコンのボタン、またはリモコン情報を登録したパーティグラスのボタンで操作し、ゲージを溜めることでフレームが獲得できるゲームが遊べるようになっている。
また、後述の通り作品単独のライブイベントや感謝祭イベントなど、本作品のキャラクターショーのイベントを中心にオープニングテーマやエンディングテーマの主題歌歌手が登場した。

### オープニングテーマ
「Cheers!デリシャスパーティ♡プリキュア」（第1話 - 第45話）
Machicoによるオープニングテーマ。作詞はマイクスギヤマ、作曲・編曲は馬瀬みさき。
ストーリーの進行に応じて映像が一部変更されており、第10話より番組タイトルの演出の変更と共にナルシストルーのシルエットが解除され、第13話よりジェントルーが登場しないものになり、第19話よりあまね（フィナーレ）が登場、第20話よりシナモンのシルエットが解除され、第31話（配信版では第30話）よりブンドル団の場面でセクレトルーとスピリットルーが登場、とそれぞれ差し替えられている。
本放送の第27話から第30話は後述の通り映画ハイライト映像が挿入されている。

### エンディングテーマ
「DELICIOUS HAPPY DAYS♪」（第1話 - 第20話）
吉武千颯による前期エンディングテーマ。作詞はこだまさおり、作曲・編曲はヒゲドライバー。
初期メンバー3人がダンスを披露。第18話からはキュアフィナーレが一部箇所で追加登場しダンスに加わっている。
「ココロデリシャス」（第21話 - 第26話、第31話 - 第45話）
佐々木李子による後期エンディングテーマ。作詞はこだまさおり、作曲・編曲は森いづみ。
キュアフィナーレが加わった4人がダンスを披露。
第45話では本編からそのままエンディングに入り、その後のゆい達の暮らしが通常作画で描かれ、サビ部分からCGダンスアニメーションに切り替わる演出がなされている。
「ようこそ、お子さま♡ドリーミア」（第27話 - 第30話、本放送・TVer配信のみ）
後本萌葉による映画テーマソング。作詞は大森祥子、作曲・編曲は森いづみ。
映画でのハイライト映像を使用。冒頭挨拶はキュアプレシャスによる物に変更され、プリキュアによる10秒程度の飲み物を伝える台詞も映画告知の物に差し替えられている。また、連動データ放送でのゲームは休止。

### 挿入歌
「キズナ♡スペシャリティ」（第44話）
キュアプレシャス（菱川花菜）、キュアスパイシー（清水理沙）、キュアヤムヤム（井口裕香）、キュアフィナーレ（茅野愛衣）によるキャラクターソング。作詞はこだまさおり、作曲は溝口雅大、編曲は深澤恵梨香。
Bパートのゴーダッツ（最終形態）との戦闘シーンで使用された。

## 各話リスト
- 以下断りのない限り、放送日は日曜の日付を示す。臨時枠移動により日曜以外に放送したものは曜日も併記、通常の放送時間以外に放送された場合や、新作エピソードの順延により過去回の再放送が実施された日にはその旨注釈にて示す。
- 特番やスポーツ中継などによる放送の休止・内容・日時・時間変更は以下の通り。これに合わせる形で、全国的に放送休止の場合はTVerの配信期間は臨時で1週分（2週間）長く設定されている（前述の事情を除く）。また、特定の放送局のみローカルのスポーツ中継などで臨時枠移動を実施する場合であっても、TVerの配信は地域に関係なく当該局以外での全国放送後に実施する。
  - 2022年3月13日 - 4月10日…前述の事情につき代替措置として第4話・第5話の再放送（下記の表を参照）、並びに『映画 HUGっと!プリキュア♡ふたりはプリキュア オールスターズメモリーズ』に内容をそれぞれ変更して放送したため5週順延。TVerでの第5話の見逃し配信は、後述の通り3月20日まで実施。
  - 2022年8月7日・14日・21日…制作局の朝日放送テレビのみ、『第104回全国高校野球選手権大会』中継のため臨時枠移動を実施（下記の表を参照）[注 52][106][107]。
  - 2022年11月6日…『長谷工グループスポーツスペシャル 秩父宮賜杯第54回全日本大学駅伝対校選手権大会』（テレビ朝日・メ〜テレ共同制作、8時05分 - 13時40分。7時45分 - 8時05分に『直前情報』も別途放送）のため休止[108]。
  - 2023年1月1日…『羽鳥慎一モーニングショー 新春特大スペシャル』（6時 - 11時45分、テレビ朝日制作）のため休止[109][110][111]。

| 話数 | サブタイトル                                          | 脚本       | 絵コンテ                 | 演出              | 作画監督                                           | 美術                | 本放送日             |
| ---- | ----------------------------------------------------- | ---------- | ------------------------ | ----------------- | -------------------------------------------------- | ------------------- | -------------------- |
| 1    | ごはんは笑顔♡ 変身！ キュアプレシャス                 | 平林佐和子 | 深澤敏則                 | 深澤敏則          | 稲上晃                                             | いいだりえ          | 2022年 2月6日        |
| 2    | さようなら、ゆい…！ マリちゃんの決意                  | 平林佐和子 | 南川達馬                 | 南川達馬          | 赤田信人 美馬健二                                  | 山口大悟郎 上原里香 | 2月13日              |
| 3    | コメコメのおつかい！ まいごで大騒動!!                 | 平林佐和子 | 貝澤幸男                 | 武藤公春          | 荏原裕子                                           | 西田渚              | 2月20日              |
| 4    | ふくらむ、この想い… キュアスパイシー誕生！            | 平林佐和子 | 小松由依                 | 小松由依          | 藤原未来夫                                         | 李凡善              | 2月27日              |
| 5    | なかよくなりたいのに…！ ここね、初めてのおともだち！  | 金子香緒里 | カトキハジメ             | 岩井隆央          | フランシス・カネダ ジョーイ・カランギアン 沼田広   | 戸杉奈津子          | 3月6日               |
| 6    | 学校！ 怪物！ 大パニック!? ねらわれたエビフライ！     | 山岡潤平   | 小村敏明                 | ひろしまひでき    | 青山充                                             | 平良亜梨沙          | 4月17日              |
| 7    | 強火の情熱！ きらめいてキュアヤムヤム!!               | 平林佐和子 | 貝澤幸男                 | 土田豊 篠原花奈   | 上野ケン                                           | 今井美紀            | 4月24日              |
| 8    | ちゅるりん卒業!? おでかけ！ おいしーなタウン          | 永井千晶   | 渋江康士 村上貴之        | 佐藤道拓 岩井隆央 | 原憲一 Noh Gil-bo 赤田信人                         | 李凡善              | 5月1日               |
| 9    | かみ合わないふたり？ ここねとらんの合わせ味噌！       | 金子香緒里 | 河原龍太                 | 河原龍太          | 廣中美佳 美馬健二                                  | 戸杉奈津子          | 5月8日               |
| 10   | 泣かないでレシピッピ… 誕生！ ハートジューシーミキサー | 平林佐和子 | 小川孝治                 | 飛田剛            | 板岡錦 稲上晃 上田由希子                           | 平良亜梨沙          | 5月15日              |
| 11   | ジェントルーの罠！ ゆいとらん、テストで大ピンチ!?     | 山岡潤平   | 石黒達也                 | 武藤公春          | 荏原裕子 村山里野                                  | 東美紀              | 5月22日              |
| 12   | 小さじ一杯の希望！ ジェントルーの本当の心             | 平林佐和子 | 佐藤照雄                 | 篠原花奈          | 藤原未来夫                                         | 李凡善              | 5月29日              |
| 13   | うばわれた思い出を守れ！ 明かされる拓海のヒミツ       | 金子香緒里 | 志水淳児                 | 志水淳児          | 沼田広 フランシス・カネダ                          | 戸杉奈津子          | 6月5日               |
| 14   | 初恋ってどんな味？ 恋するキモチと拓海のこたえ         | 永井千晶   | 小村敏明                 | 岩井隆央          | 竹森由加 赤田信人                                  | 中林由貴            | 6月12日              |
| 15   | ドキドキ！ ここね、初めてのピクニック！               | 伊藤睦美   | 佐藤道拓                 | 武藤公春 山本隆太 | 原憲一 Noh Gil-bo 荏原裕子                         | 土井裕子 東美紀     | 6月19日              |
| 16   | らんらんって変…!? 肉じゃがとウソ                      | 山岡潤平   | 貝澤幸男                 | ひろしまひでき    | 青山充                                             | 李凡善              | 6月26日              |
| 17   | 4人目のプリキュア!? あまねの選択                      | 金子香緒里 | 村上貴之                 | 佐々木憲世        | 上野ケン 川口弘明 高橋直樹 松本勝次 陈潔琼 袁東    | 戸杉奈津子          | 7月3日               |
| 18   | わたし、パフェになりたい！ 輝け！ キュアフィナーレ！  | 平林佐和子 | 小川孝治                 | 飛田剛            | 板岡錦                                             | 中林由貴            | 7月10日              |
| 19   | みんなでデコレーション！ お兄さんへの贈りもの         | 永井千晶   | 古田丈司                 | 八沖繁            | 北島勇樹 長濱睦輝 古徳真美 寿夢龍                  | 土井裕子 東美紀     | 7月17日              |
| 20   | あまねのマナーレッスン！ 憧れのレストラン             | 伊藤睦美   | 南川達馬                 | 岩井隆央          | 稲上晃 上田由希子                                  | 李凡善              | 7月24日              |
| 21   | この味を守りたい…！ らんの和菓子大作戦                | 山岡潤平   | 西村聡                   | 河原龍太          | 藤原未来夫                                         | 戸杉奈津子          | 7月31日              |
| 22   | ブラペ引退!? 伝説のクレープを探せ                     | 金子香緒里 | 佐藤照雄                 | ひろしまひでき    | 美馬健二 ジョーイ・カランギアン レジー・マナバット | 周霽欣              | 8月21日8月7日        |
| 23   | ここねのわがまま？ 思い出のボールドーナツ             | 伊藤睦美   | 小村敏明                 | 武藤公春          | 原憲一 Noh Gil-bo 村山里野                         | 土井裕子 東美紀     | 8月23日（火）8月14日 |
| 24   | コメコメなんて知らない！ 波乱のピザパーティ           | 山岡潤平   | 横内一樹                 | 横内一樹          | 沼田広 赤田信人 竹森由加                           | 李凡善              | 8月24日（水）8月21日 |
| 25   | 新たな怪盗!? にこにこキャンプでごわす！               | 伊藤睦美   | 小川孝治                 | 岩井隆央          | 高橋直樹 松本勝次 陈潔琼 邱錦 陳如水 張福民        | 戸杉奈津子          | 8月28日              |
| 26   | ここねのやくそく！ ピーマン大王への挑戦               | 金子香緒里 | 土田豊                   | 土田豊            | 上野ケン                                           | 周霽欣              | 9月4日               |
| 27   | コメコメ大変化!? らんのハッピー計画                   | 伊藤睦美   | 志水淳児                 | ひろしまひでき    | 青山充                                             | 土井裕子 東美紀     | 9月11日              |
| 28   | コメコメの力をみんなに…！ パーティキャンドルタクト！  | 平林佐和子 | 佐々木憲世 深澤敏則      | 飛田剛            | 板岡錦                                             | 李凡善              | 9月18日              |
| 29   | おいしいパラダイス！ レッツゴー！クッキングダム！     | 山岡潤平   | 河原龍太                 | 河原龍太          | 稲上晃 上田由希子                                  | 戸杉奈津子          | 9月25日              |
| 30   | おまつりわっしょい！ やきそばマリちゃん               | 谷畑ユキ   | 小村敏明                 | 三家本泰美        | 北島勇樹                                           | 周霽欣              | 10月2日              |
| 31   | おいしーなタウンの休日 プリンセスゆい!?               | 平林佐和子 | 門由利子                 | 門由利子          | 藤原未来夫                                         | 土井裕子 東美紀     | 10月9日              |
| 32   | すすれ！ちゅるフェス まいごのうどんを探せ！           | 永井千晶   | 村上貴之                 | 岩井隆央          | 竹森由加 ジョーイ・カランギアン レジー・マナバット | 李凡善              | 10月16日             |
| 33   | 清く正しく！ あまねとハロウィンパーティ               | 永井千晶   | 志水淳児                 | 志水淳児          | 沼田広 赤田信人 美馬健二                           | 戸杉奈津子          | 10月23日             |
| 34   | おじいちゃんはガンコ！ おでんは野球のあとで           | 金子香緒里 | 河原龍太                 | 武藤公春          | 原憲一 Noh Gil-bo 村山里野                         | 髙木佑梨            | 10月30日             |
| 35   | ここねとお別れ!? いま、分け合いたい想い               | 伊藤睦美   | 土田豊                   | 土田豊            | 上野ケン                                           | 土井裕子 東美紀     | 11月13日             |
| 36   | らんがデビュー!? きらめくグルメ・エモーション！       | 山岡潤平   | 横内一樹                 | 横内一樹          | 青山充                                             | 李凡善              | 11月20日             |
| 37   | ひそむ怪しい影… あまねの文化祭フィナーレ！            | 金子香緒里 | 西田章二                 | ひろしまひでき    | 高橋直樹 松本勝次 趙親雲 陈潔琼 邱錦 陳強          | 戸杉奈津子          | 11月27日             |
| 38   | おばあちゃんに会える!? おむすびと未来へのバトン       | 平林佐和子 | 河原龍太 鈴木正男        | 小松由依          | 稲上晃 上田由希子                                  | 髙木佑梨            | 12月4日              |
| 39   | お料理なんてしなくていい!? おいしい笑顔の作り方       | 平林佐和子 | 小村敏明                 | 岩井隆央          | 藤原未来夫                                         | 土井裕子 東美紀     | 12月11日             |
| 40   | 俺に出来ること... ブラックペッパーと拓海の決断        | 金子香緒里 | 河原龍太                 | 河原龍太          | 竹森由加 廣中美佳                                  | 李凡善              | 12月18日             |
| 41   | メリークリスマス！ フェンネルの大切なもの             | 伊藤睦美   | 志水淳児                 | 志水淳児          | 赤田信人 ジョーイ・カランギアン レジー・マナバット | 戸杉奈津子          | 12月25日             |
| 42   | ゴーダッツのたくらみ プレシャス vs. ブラックペッパー  | 山岡潤平   | 寺岡巌 門由利子 篠原花奈 | 篠原花奈          | 松浦仁美                                           | 髙木佑梨            | 2023年 1月8日        |
| 43   | レシピボン発動！ おいしーなタウンの危機               | 平林佐和子 | 横内一樹                 | 横内一樹          | 美馬健二 沼田広                                    | 周霽欣              | 1月15日              |
| 44   | シェアリンエナジー！ ありがとうを重ねて               | 平林佐和子 | 深澤敏則 手塚江美        | 深澤敏則          | 板岡錦 藤原未来夫 油布京子                         | 李凡善              | 1月22日              |
| 45   | デリシャスマイル〜！ みんなあつまれ！いただきます!!   | 伊藤睦美   | 村上貴之                 | 村上貴之          | 上野ケン 油布京子                                  | 戸杉奈津子          | 1月29日              |

## 放送局・配信元

### 日本国内での放送
| 放送期間                                            | 放送時間         | 放送局                                                      | 対象地域                |
| --------------------------------------------------- | ---------------- | ----------------------------------------------------------- | ----------------------- |
| 2022年2月6日 - 2023年1月29日                        | 日曜 8:30 - 9:00 | 朝日放送テレビ（制作局）をはじめとする テレビ朝日系列全24局 | 日本国内 （一部を除く） |
| 2022年2月13日 - 2023年2月5日                        | 日曜 6:15 - 6:45 | 山陰放送                                                    | 鳥取県・島根県          |
| 字幕放送・連動データ放送はANNフルネット局のみ実施。 |                  |                                                             |                         |

### 日本国内での配信
| 配信期間                     | 配信時間       | 配信サイト | 備考                                                                |
| ---------------------------- | -------------- | --- | ------------------------------------------------------------------- |
| 2022年2月6日 - 2023年1月29日 | 日曜 9:00 更新 | TVer | 最新話限定で無料配信 切替式日本語字幕機能対応。（●話（●年●月） - ） |
| 2022年2月6日 - 2月19日       | -              | YouTube（プリキュア公式YouTubeチャンネル） | 第1話のみの期間限定配信                                             |
| 2022年2月27日 - 3月12日      |                | YouTube（プリキュア公式YouTubeチャンネル） | 第4話のみの期間限定配信                                             |
| 2022年4月24日 - 5月7日       |                | YouTube（プリキュア公式YouTubeチャンネル） | 第7話のみの期間限定配信                                             |
| 2022年3月6日 - 3月20日       |                | TVer | 第5話のみの期間限定配信                                             |
| 2022年7月3日 - 7月9日        |                | YouTube（プリキュア公式YouTubeチャンネル） | 第17話のみの期間限定配信                                            |
| 2022年7月10日 - 7月16日      |                | YouTube（プリキュア公式YouTubeチャンネル） | 第18話のみの期間限定配信                                            |
| 2022年2月9日 - 2023年2月1日  | 水曜 0:00 更新 | アニメ放題 Amazonプライム・ビデオ FOD J:COMオンデマンド dアニメストア TELASA Netflix Paravi バンダイチャンネル ひかりTV Hulu みるプラス U-NEXT | 定額制による見放題見逃し配信                                        |
|                              |                | テレ朝動画、他 | 最新話限定で無料配信 配信終了後は都度課金                           |

### 日本国外での放送
時間帯は全て現地時間。

#### 台湾
『美味PARTY♡光之美少女』のタイトルで放送。普通話放送、繁体字字幕あり。
| 放送局     | 放送期間                    | 放送時間         |
| ---------- | --------------------------- | ---------------- |
| 東森幼幼台 | 2022年5月7日 - 2023年4月1日 | 土曜 8:00 - 8:30 |

#### 香港
『美味PARTY♡光之美少女』のタイトルで放送。広東語 & 日本語二か国語放送。
| 放送局 | 放送期間                      | 放送時間           |
| ------ | ----------------------------- | ------------------ |
| ViuTV  | 2022年5月21日 - 2023年3月25日 | 土曜 17:00 - 17:30 |

### 日本国外での配信
Crunchyrollが2022年2月より、南北アメリカなどにおいて、動画配信を実施している。

## 関連番組
キュアサマーのありがとうパーティー！
前作『トロピカル〜ジュ!プリキュア』の最終話（第46話）が放送された2022年1月30日に、プリキュア公式YouTubeチャンネルにてライブ配信された配信番組。キュアサマーがモーションキャプチャで進行する生配信動画で、本作品からはプレシャスもモーションキャプチャでゲストとして登場した。
プリキュアへ100のしつもん♡
2022年2月13日から5月8日までの期間、プリキュア公式YouTubeチャンネルで日曜9時に配信されていた動画コンテンツ。初期メンバー3人がそれぞれキャラクターの性格、家族などについての質問に100個回答していく内容となっている。なお、キュアフィナーレによる質問動画は本コーナーでは配信されず、後述の『みんなあつまれ！なつやすみ！スペシャル♡パーティ』で視聴者からのお便りコーナーで性格などの話題が語られた。
| 回 | サブタイトル                      | 配信日         |
| -- | --------------------------------- | -------------- |
| #1 | キュアプレシャスへ100のしつもん♡① | 2022年 2月13日 |
| #2 | キュアプレシャスへ100のしつもん♡② | 2月20日        |
| #3 | キュアプレシャスへ100のしつもん♡③ | 2月27日        |
| #4 | キュアスパイシーへ100のしつもん♡① | 3月6日         |
| #5 | キュアスパイシーへ100のしつもん♡② | 3月13日        |
| #6 | キュアスパイシーへ100のしつもん♡③ | 3月20日        |
| #7 | キュアヤムヤムへ100のしつもん♡①   | 4月24日        |
| #8 | キュアヤムヤムへ100のしつもん♡②   | 5月1日         |
| #9 | キュアヤムヤムへ100のしつもん♡③   | 5月8日         |

エナジー妖精の！かんたん！おりょうりつくってみよー！
2022年2月27日から2023年1月8日までの期間、プリキュア公式YouTubeチャンネルで日曜9時に月1回配信された動画コンテンツ。エナジー妖精をモチーフにしたものや、電子レンジで簡単に作れる料理を妖精たちが紹介していく内容であった。
| 回  | サブタイトル                   | 配信日         |
| --- | ------------------------------ | -------------- |
| #1  | コメコメのおむすび             | 2022年 2月27日 |
| #2  | パムパムのフルーツサンド       | 3月20日        |
| #3  | メンメンのハムチーズサンド     | 4月17日        |
| #4  | エナジー妖精のおしゃれサンド   | 5月15日        |
| #5  | パムパムのフルーツトライフル   | 6月12日        |
| #6  | ハートのリボンのフルーツポンチ | 7月10日        |
| #7  | コメコメのおむすび弁当         | 8月7日         |
| #8  | メンメンのアレンジラーメン     | 9月4日         |
| #9  | パムパムのパンケーキサンド     | 10月9日        |
| #10 | レンジdeかんたん！トマトカレー | 11月6日        |
| #11 | レンジdeかんたん！蒸しパン     | 12月11日       |
| #12 | カップdeかんたん！ちらし寿司   | 2023年 1月8日  |

みんなあつまれ！なつやすみ！スペシャル♡パーティ
2022年7月31日にプリキュア公式YouTubeチャンネルにて生配信された特別番組。エナジー妖精とキュアフィナーレが出演したほか、ゲストとしてくまモンも登場した。
キュアフィナーレ・あまねの性格について視聴者から寄せられた10個の質問コーナーや作中にまつわるクイズ、視聴者から寄せられたフィナーレまたは番組へのメッセージ紹介、くまモンとのパフェ作りで構成された。
ちはやお姉さんの見たい！聴きたい！伝えたい！
2022年より、各年のテレビシリーズの関連CD・Blu-ray Discのリリースや関連イベントの開催間近に合わせてマーベラス音楽映像公式YouTubeチャンネルで不定期に生配信されている配信番組。主題歌歌手の吉武千颯がMCとしてプリキュアシリーズの音楽関連商品やイベントに関する情報を紹介している。配信終了後はアーカイブによる配信も実施される。以下の日付はすべて日本標準時（JST）。
2022年
いずれも18時からの配信。
| 回 | ゲスト   | 配信日   |
| -- | -------- | -------- |
| #1 | -        | 3月30日  |
| #2 | 後本萌葉 | 7月21日  |
| #3 | -        | 10月20日 |
| #4 | Machico  | 12月21日 |

2023年
以下の表において、無印は18時、★は19時よりそれぞれ生配信。
| 回   | ゲスト   | 配信日   |
| ---- | -------- | -------- |
| #1   | 石井あみ | 2月10日★ |
| #2   | 石井あみ | 3月23日  |
| #3   | -        | 7月21日  |
| #3.5 | -        | 8月21日  |
| #4   | 石井あみ | 9月15日  |
| #5   | 石井あみ | 10月13日 |
| #6   | 北川理恵 | 12月25日 |

2024年
以下の表はいずれも19時に生配信。
| 回 | ゲスト            | 配信日   |
| -- | ----------------- | -------- |
| #1 | 石井あみ          | 2月7日   |
| #2 | 石井あみ 後本萌葉 | 3月27日  |
| #3 | -                 | 8月21日  |
| SP | -                 | 10月4日  |
| #4 | 北川理恵          | 11月18日 |

2025年
以下の表は前年に引き続きいずれも19時に生配信。
| 回 | ゲスト            | 配信日  |
| -- | ----------------- | ------- |
| #1 | 石井あみ 熊田茜音 | 2月5日  |
| #2 | 石井あみ 熊田茜音 | 3月26日 |
| #3 | -                 | 7月14日 |

【簡単】子どもが喜ぶオムライス料理
2022年3月28日に、ギャル曽根のYouTubeチャンネルにて公開された、曽根と本作品とのコラボレーションによる動画。オムライス、サンドイッチ、カップケーキのコラボ料理を作る企画で、キュアプレシャスが登場する。
キスマイ宮田のニコ生やったってit's Alright!
2022年5月24日からニコニコ生放送で配信が開始された、宮田俊哉による生配信番組。第1回は配信日に上述の通り宮田の本作品出演が発表されたのにあわせ、華満らん / キュアヤムヤム役の井口裕香をゲストに招いた上で、本作品にまつわるトークが展開されたほか、同番組の歌ってみた動画の第1弾として、宮田による本作品オープニング主題歌『Cheers!デリシャスパーティ♡プリキュア』のカバーが披露された。また、2022年12月24日に配信された第8回ではキュアプレシャス役の菱川花菜、キュアスパイシー役の清水理沙、キュアヤムヤム役の井口裕香、キュアフィナーレ役の茅野愛衣、ナルシストルー役の阪口周平をゲストに招いた上で同番組とのコラボレーション企画が配信された。
チアーズ！もうすぐ！クリスマス♡パーティ
2022年12月18日の14時30分にプリキュア公式YouTubeチャンネルにてライブ配信された配信番組。エンディング主題歌のダンスコーナー・ゲームのほか、視聴者からの質問にキュアプレシャスが回答したり、番組内でプレゼントキャンペーンに応募するためのキーワードが発表された。
キュアプレシャスのありがとう！シェアリンパーティ♡
第45話放送の当日に当たる2023年1月29日の15時に、プリキュア公式YouTubeチャンネルにてライブ配信された配信番組。ゲストとしてシリーズ次作の『ひろがるスカイ!プリキュア』からキュアスカイも出演した。

## 映画
映画 デリシャスパーティ♡プリキュア 夢みる♡お子さまランチ！
2022年9月23日公開。お子様ランチのテーマパークを舞台とした本作品のシリーズ単独映画。同時上映として『スター☆トゥインクルプリキュア』から本作品までの4作品のプリキュアが共演する短編『わたしだけのお子さまランチ』も公開。
同作品の公開に合わせ、本作品第27話から第30話までのオープニング映像にて、同作品のハイライトシーンが一部使用されている。また、第29話本編では短編参加3作品のハイライトシーンが一部挿入されている。

### クロスオーバー映画
映画 プリキュアオールスターズF
2023年9月15日公開。プリキュアシリーズ20周年を記念したオールスターズ映画で、本作品を含む歴代プリキュアが総登場し、本作品からはキュアプレシャス・キュアフィナーレ・コメコメが声つきのメインキャラクターとして登場する。

## その他の作品
ひろがるスカイ!プリキュア
2023年に放送された、プリキュアのテレビシリーズ第20作目。第3話と第30話のエンディング映像冒頭にキュアプレシャスが登場。映像中盤に登場するミラーパッドの画面上にもプリキュアへの変身バンクをハイライトで流す形で登場している。

## 漫画版
これまでのシリーズ同様、上北ふたごにより『なかよし』（講談社）2022年3月号より2023年2月号まで連載。2022年11月号掲載分では、映画公開記念のコラボレーション回として、『スター☆トゥインクルプリキュア』の星奈ひかる、『ヒーリングっど♥プリキュア』の花寺のどか、『トロピカル〜ジュ！プリキュア』の夏海まなつがゲスト出演している。アニメに先行して完結したため、最終回は漫画版オリジナルの内容となっている。

### 書誌情報
いずれも通常版と特装版でカバーイラストやピンナップイラストが異なるほか、特装版には特典として描き下ろしラフスケッチミニ画集が付属する。
- 上北ふたご（漫画）・東堂いづみ（原作）『デリシャスパーティ♡プリキュア プリキュアコレクション』
  - 『なかよし』2022年3月号 - 2023年2月号掲載分及び描き下ろし作品を収録
    - 通常版：講談社〈ワイドKC〉、2023年3月20日発売[174]、ISBN 978-4-06-531176-9
    - 特装版：講談社〈講談社キャラクターズA〉、2023年3月20日発売[175]、ISBN 978-4-06-531175-2

## キャラクターショー
遊園地やイベント会場等で観覧できるキャラクターショーは、第1期は初期メンバー3人とローズマリーが、敵側はジェントルーと泡だて器型ウバウゾーが登場する。前述の経緯から第1期のキュアヤムヤムは本編に先駆けての登場となった。第2期・第3期・感謝祭ではキュアフィナーレが加わり、敵側はナルシストルーが登場する。また、後述の『ドリームステージ』（プラス含む）や感謝祭にて行われるショーではテレビ本編と同様、宮崎美子によるナレーションが挿入される。
上記とは別に、劇団飛行船制作の有料ミュージカルショー『デリシャスパーティ♡プリキュア ドリームステージ』が2022年7月より公演されている。ミュージカルパートの脚本は小林雄次が担当し、登場キャラクターとしてブラックペッパーとミュージカルオリジナルキャラクターのキャロが新たに加わり、終盤ではキュアサマーとキュアグレースが客演、ライブパートでは『トロピカル〜ジュ！プリキュア』『ヒーリングっど♥プリキュア』の全プリキュアも登場する。
また、2022年12月29日から2023年1月4日まで東京都台東区の飛行船シアターにて劇団飛行船による『デリシャスパーティ♡プリキュア ドリームステージプラス』も公演され、270度の大画面スクリーンによる映像演出など同公演独自にアレンジされた演出となっているほか、開演前にゆい・ここね・らん・あまねによる出迎え、終演後に通常時のプリキュアだけでなく、ローズマリー・ブラックペッパー・キャロ、スペシャルゲストとして『トロピカル〜ジュ』『ヒーリングっど』のいずれか（公演によって異なる）のプリキュアを含めた登場キャラクターとのハイタッチ会、キッチンカーによる飲食販売、プリキュア達へ年賀状を送ることができるサービスもそれぞれ実施された。
このほか、後述の感謝祭イベントでも、シリーズ構成の平林佐和子による第45話終了後の後日談となるオリジナルストーリー「復活のジェントルー!!フォーエヴァー♡パーティー・ゴー！」のキャラクターショーが行われ、この中ではジェントルーが残されたデータと試作品のスペシャルデリシャストーンによって作られたコピーとして登場、映像のみでセクレトルーとミニスピリットルーも登場しており、プレミアム公演では声優陣による朗読劇を途中に挟み込む構成を取っている。

## イベント
デリシャスパーティ♡プリキュア みんなあつまれ！おうちでおひろめショー
第1話放送の前日に当たる2022年2月5日の16時に、プリキュア公式YouTubeチャンネルにてプレミア公開される形でオンライン開催。当日は第1話の冒頭からオープニングまでのシーンを先行で公開したり、クイズコーナー、エンディング主題歌のダンスレッスン、『トロピカル〜ジュ!プリキュア 感謝祭』の告知などで構成された。
トロピカル〜ジュ！プリキュア感謝祭
2022年2月19日・20日に東京都八王子市のJ:COMホール八王子（八王子市民会館）にて開催されたシリーズ前作『トロピカル〜ジュ！プリキュア』の感謝祭イベント。
本作品のプリキュア3人（キュアプレシャス、キュアスパイシー、キュアヤムヤム）がゲストで登場。またMachicoと吉武千颯が主題歌を披露した。
『デリシャスパーティ♡プリキュア』主題歌シングル購入者限定 リリース記念ライブ
2022年5月1日に東京都豊島区のharevutai（Hareza池袋内）で開催された前期主題歌シングル発売記念のライブイベント。昼夜2公演で開催され、主題歌歌手のMachicoと吉武千颯が出演した。
デリシャスパーティ♡プリキュア デリシャスマイル〜！フルコース♡
本作品に関する様々なアトラクションを体験したり、写真撮影が出来るイベント。香川県丸亀市のニューレオマワールドでは2022年3月18日から5月29日にパロットシアターにて、大阪市住之江区のアジア太平洋トレードセンター（大阪南港ATC）では6月4日から7月31日までITM棟4階特設会場にて、東京都豊島区のサンシャインシティでは8月8日から28日にワールドインポートマート展示ホールAにて、愛知県蒲郡市のラグーナテンボスでは10月8日から2023年1月9日にラグナシアにてそれぞれ開催された。
このうち東京会場では、Twitter・Instagram東京会場イベント公式アカウントをフォローした上で「デリシャスマイル〜！」をテーマにしたイベント写真を撮影し「#池袋でデリシャスマイル」を付けた上で投稿すると、プリキュアサイン入りポスターが抽選で貰えるプレゼント企画も実施した。
デリシャスパーティ♡プリキュア ハッピーランチタイム♪
『テレビ朝日・六本木ヒルズ 夏祭り SUMMER STATION』のイベントの一つとして2022年8月3日に六本木ヒルズアリーナで、プリキュアショーとキッズチアダンスチームによる演技、Machicoによるミニライブで構成・開催された。
デリシャスパーティ♡プリキュアコラボイベント in スカイガーデン
2022年9月12日から10月31日までの期間、横浜ランドマークタワー（横浜市西区）内の展望フロア「スカイガーデン」で開催されたコラボイベント。テレビシリーズ・映画に関するパネル展示、喫茶「スカイカフェ」でのコラボドリンク・フードの販売、グッズショップ「タワーショップ」での限定アクリルキーホルダーの販売、オリジナルクリアファイル付き特別入場券の販売が行われた。また後述のミニライブが開催される9月18日にはプリキュアの4人が来館した。
横浜音祭り2022「街に広がる音プロジェクト」『デリシャスパーティ♡プリキュア』スペシャルステージ
2022年9月18日に横浜ランドマークタワー内のランドマークプラザ1階・サカタのタネ ガーデンスクエアにて開催された『横浜音祭り2022』関連のミニライブイベント。当日はプリキュアの4人と主題歌歌手3人が出演し、主題歌・イメージソングの披露、後期エンディング主題歌『ココロデリシャス』のダンスレッスンなどで構成された。
また、14時30分からの2回目のステージでは、横浜アーツフェスティバルのYouTubeチャンネルにて生配信が実施され、数日間アーカイブ放映された。
デリシャスパーティ♡プリキュアLIVE2022 Cheers!Delicious LIVE Party♡
2022年10月29日・30日に東京都文京区のTOKYO DOME CITY HALLで開催された、主題歌歌手と出演声優によるキャラクターソングライブ。2日間3公演にわたって実施され、29日は夜のみの1公演、30日は昼夜2公演でそれぞれ開催された。また、当日のライブ3公演はいずれも動画ライブ配信・共有サービス『ミクチャ』での独占生配信・期間限定のアーカイブ配信も実施された。詳細は当該項目を参照。
デリシャスパーティ♡プリキュア感謝祭
2023年2月18日・19日に東京都中野区の中野サンプラザホールにて開催された感謝祭イベント。出演声優・主題歌歌手によるライブステージ、同イベントオリジナルストーリーのキャラクターショー、ファミリー向けの昼公演では参加型キャラクタートークショー、アニメファン向けの夜のプレミアム公演では妖精役の3人（高森奈津美、日岡なつみ、半場友恵）と前野智昭も出演し、声優陣によるトークショーや第45話の後日談となる朗読劇などで構成。
会場にはシリーズ次作『ひろがるスカイ!プリキュア』に登場するプリキュア2人（キュアスカイ、キュアプリズム）と、主題歌を披露する石井あみもそれぞれゲスト出演したほか昨年と同様、開催2日目（2月19日）の昼夜に限り『PIA LIVE STREAM』にてオンラインによる生配信も実施され、感謝祭公式Twitterで公開された同イベントオリジナルストーリーの小説の続編が配信限定で公開された。また、2日目プレミアム公演終盤にはサプライズ企画として内田雄馬からのビデオメッセージも上映された。
このほか会場近隣の中野マルイでは公演日の2日間、同イベントの開催を記念した『デリシャスパーティ♡プリキュア 感謝祭 開催記念フェア』も実施され、描き下ろしイラストが描かれた缶バッジやキーホルダーを販売したほか、感謝祭イベントのチケットを持参の上、開催記念フェアの会場に開設されたプリキュアエポスカード入会カウンターにてカードを新規入会した来場者に全7枚の「オリジナルミニカード」がプレゼントされる特典も用意された。

## 関連商品
音楽CD・映像ソフトの発売元はいずれもマーベラス。

### 音楽CD
いずれも販売元はソニー・ミュージックソリューションズ。前作と同様にテレビシリーズのCD全商品購入（2形態ある場合は両方とも購入）特典として、封入応募券を全て集めて申し込むと、全CDが収納できる「デリシャスパーティ♡ボックス（くるみ三方背仕様）」がプレゼントされる。また、前作に引き続き音楽CD全商品の初回限定封入特は通常盤、CD+DVD盤共にキャンバスブロマイド（スーパーアート6色印刷）。
シングル
1. 「Cheers!デリシャスパーティ♡プリキュア/DELICIOUS HAPPY DAYS♪」（2022年3月30日発売）
  - CD+DVD盤：MJSS-09316 - 7
  - 通常盤：MJSS-09318
  - 前期のオープニングテーマとエンディングテーマを収録。CD+DVD盤のDVDには前期のオープニングおよびエンディングのノンテロップムービーが収録されている。初回限定封入特典はブロマイドに加え前述の購入者限定リリース記念ライブの抽選申し込み券のほか、永久特典として「つくっておせわして♡ハートキュアウォッチ」専用二次元コード（キュアヤムヤムからのおてがみ）が付属。

2. 「ココロデリシャス」（2022年8月24日発売）
  - CD+DVD盤：MJSS-09319 - 20
  - 通常盤：MJSS-09321
  - 後期エンディングテーマと歴代のシリーズ主題歌歌手3人によるイメージソングを収録。CD+DVD盤のDVDには後期のオープニングおよびエンディングのノンテロップムービーが収録されている。初回限定封入特典はブロマイドに加え前述のライブイベント先行抽選応募券。

サウンドトラック
1. 『デリシャスパーティ♡プリキュア オリジナル・サウンドトラック1 プリキュア・デリシャス・サウンド!!』（2022年5月25日発売、MJSA-01334）
  - BGMと主題歌のテレビサイズ・バージョンなど全30曲を収録したサントラ盤。

2. 『デリシャスパーティ♡プリキュア オリジナル・サウンドトラック2 プリキュア・プレシャス・サウンド!!』（2022年12月21日発売、MJSA-01337）
  - BGMと主題歌のテレビサイズ・バージョンなど全39曲を収録したサントラ盤。

ボーカルアルバム
1. 『デリシャスパーティ♡プリキュア ボーカルアルバム 〜Welcome to Delicious Party〜』（2022年7月20日発売、MJSA-01335）
  - プリキュア役など主要登場人物を演じる声優によるキャラクターソングと主題歌歌手によるイメージソング、主題歌のライブエディットバージョンなど全15曲を収録したボーカルアルバム。初回封入特典はブロマイドに加えライブイベント先行抽選応募券のほか、永久特典として「つくっておせわして♡ハートキュアウォッチ」専用二次元コード（ローズマリーからのおてがみ）が付属。

2. 『デリシャスパーティ♡プリキュア ボーカルベスト 〜Delicious Ambitious!〜』（2023年2月1日発売、MJSA-01368 - 9）
  - 2枚組構成のベスト・アルバムで、1枚目にはこれまでに発表された主題歌・挿入歌・キャラクターソング・イメージソング、プリキュア役の声優によるオープニングテーマのカバーバージョン、Machicoと吉武千颯による新曲など全13曲を収録。2枚目には1枚目未収録曲も含む全14曲のオリジナル・カラオケバージョンを収録。

### DVD / Blu-ray Disc
いずれも販売元はハピネット・メディアマーケティング。
DVD（各巻3話収録）は2022年6月22日より、Blu-ray Disc（各巻2枚組）は9月28日よりそれぞれ発売されている。
| 巻数 | 収録話数    | ジャケットイラスト | 映像特典                                                                 | 発売日         |
| ---- | ----------- | --- | ------------------------------------------------------------------------ | -------------- |
| 1    | 1話 - 3話   | キュアプレシャス キュアスパイシー キュアヤムヤム コメコメ パムパム メンメン レシピッピ ブラックペッパー                               | 『デリシャスパーティ♡プリキュア』大大大紹介!! 前期ノンテロップOP&ED CM集 | 2022年6月22日  |
| 2    | 4話 - 6話   | キュアプレシャス キュアスパイシー キュアヤムヤム コメコメ パムパム メンメン レシピッピ ブラックペッパー                               | ノンテロップOP&ED                                                        | 2022年7月27日  |
| 3    | 7話 - 9話   | キュアプレシャス キュアスパイシー キュアヤムヤム コメコメ パムパム メンメン レシピッピ ブラックペッパー                               | ノンテロップOP&ED                                                        | 2022年8月24日  |
| 4    | 10話 - 12話 | ゆい ここね らん コメコメ パムパム メンメン ローズマリー 拓海                                                                         | ノンテロップOP&ED                                                        | 2022年9月28日  |
| 5    | 13話 - 15話 | ゆい ここね らん コメコメ パムパム メンメン ローズマリー 拓海                                                                         | ノンテロップOP&ED                                                        | 2022年10月26日 |
| 6    | 16話 - 18話 | ゆい ここね らん コメコメ パムパム メンメン ローズマリー 拓海                                                                         | ノンテロップOP&ED                                                        | 2022年11月23日 |
| 7    | 19話 - 21話 | キュアプレシャス キュアスパイシー キュアヤムヤム コメコメ パムパム メンメン                                                           | ノンテロップOP&ED                                                        | 2022年12月21日 |
| 8    | 22話 - 24話 | キュアプレシャス キュアスパイシー キュアヤムヤム コメコメ パムパム メンメン                                                           | ノンテロップOP&ED                                                        | 2023年1月25日  |
| 9    | 25話 - 27話 | キュアプレシャス キュアスパイシー キュアヤムヤム コメコメ パムパム メンメン                                                           | ノンテロップOP&ED                                                        | 2023年2月22日  |
| 10   | 28話 - 30話 | ゆい ここね らん あまね コメコメ （人間体） パムパム メンメン ローズマリー 拓海 レシピッピ                                            | ノンテロップOP&ED                                                        | 2023年2月22日  |
| 11   | 31話 - 33話 | ゆい ここね らん あまね コメコメ （人間体） パムパム メンメン ローズマリー 拓海 レシピッピ                                            | ノンテロップOP&ED                                                        | 2023年3月22日  |
| 12   | 34話 - 36話 | ゆい ここね らん あまね コメコメ （人間体） パムパム メンメン ローズマリー 拓海 レシピッピ                                            | ノンテロップOP&ED                                                        | 2023年3月22日  |
| 13   | 37話 - 39話 | キュアプレシャス キュアスパイシー キュアヤムヤム キュアフィナーレ コメコメ パムパム メンメン レシピッピ ローズマリー ブラックペッパー | ノンテロップOP&ED                                                        | 2023年4月26日  |
| 14   | 40話 - 42話 | キュアプレシャス キュアスパイシー キュアヤムヤム キュアフィナーレ コメコメ パムパム メンメン レシピッピ ローズマリー ブラックペッパー | ノンテロップOP&ED                                                        | 2023年4月26日  |
| 15   | 43話 - 45話 | キュアプレシャス キュアスパイシー キュアヤムヤム キュアフィナーレ コメコメ パムパム メンメン レシピッピ ローズマリー ブラックペッパー | ノンテロップOP&ED                                                        | 2023年5月24日  |

| 巻数 | 収録話数    | ジャケットイラスト | 映像特典 | 発売日        |
| ---- | ----------- | --- | --- | ------------- |
| 1    | 1話 - 12話  | 【パッケージ表】 キュアプレシャス キュアスパイシー キュアヤムヤム コメコメ パムパム メンメン 【パッケージ裏】 ジェントルー                                                                                 | 変身＆アクションシーン集 資料ギャラリー 前期ノンテロップOP&ED 『デリシャスパーティ♡プリキュア』大大大紹介!! 前期ED主題歌ダンスレッスン 番宣＆CM集 | 2022年9月28日 |
| 2    | 13話 - 24話 | 【パッケージ表】 キュアプレシャス キュアスパイシー キュアヤムヤム キュアフィナーレ コメコメ パムパム メンメン 【パッケージ裏】 ローズマリー ブラックペッパー                                               | 変身＆技シーン集 資料ギャラリー | 2023年1月25日 |
| 3    | 25話 - 35話 | 【パッケージ表】 ゆい コメコメ （人間体） らん メンメン 拓海 【パッケージ裏】 ローズマリー ここね パムパム あまね                                                                                          | 変身＆技シーン集 資料ギャラリー | 2023年3月22日 |
| 4    | 36話 - 45話 | 【パッケージ表】 キュアプレシャス キュアスパイシー キュアヤムヤム キュアフィナーレ （パーティアップスタイル） 【パッケージ裏】 コメコメ パムパム メンメン （いずれも人間体） ローズマリー ブラックペッパー | 変身＆技シーン集 資料ギャラリー | 2023年5月24日 |

#### ライブ・ビデオ
いずれもBlu-ray Discで発売。
デリシャスパーティ♡プリキュアLIVE2022 Cheers!Delicious LIVE Party♡（2023年4月5日発売）
2022年10月29日・30日にTOKYO DOME CITY HALLで開催された、主題歌歌手と出演声優によるキャラクターソングライブのうち、「かんぱいParty♡」と「ごちそうさまでしたParty♡」の2公演分および特典映像を収録したライブ・ビデオ。詳細は当該項目を参照。
デリシャスパーティ♡プリキュア感謝祭（2023年7月19日発売、ライトアップ♡アクリルスタンド版：HPXR-2216 / 通常版：HPXR-2217）
2023年2月に開催された感謝祭イベントのうち、2月19日のプレミアム公演の一部を除くほぼ全編、さらに特典映像として2月18日のプレミアム公演の声優コーナーと生アフレココーナー、およびファミリー公演の一部とふれあいコーナーの舞台裏をそれぞれ収録。封入特典としてアクリル版・通常版の2形態共通でスペシャルフォトブック、アクリル版のみフォトブックに加え本作品キャラクターデザインの油布京子描き下ろしによる感謝祭キービジュアルのイラストが描かれたアクリルスタンドが付属。

### 関連書籍
『月刊ComicREX』2022年8月号増刊『Purizm』Vol.10　「巻頭特集 デリシャスパーティ♡プリキュア」（一迅社、2022年6月20日発売）
キャラクター紹介やメインスタッフのインタビュー、メインキャストの対談などで構成した特集記事。
『アニメージュ』2023年1月号増刊 『デリシャスパーティ♡プリキュア』特別増刊号（徳間書店、2022年11月21日発売）
映画公開に合わせて発行されたアニメージュの増刊号で、これまで同誌に掲載された記事の再録や最新情報、スタッフインタビューや声優の座談会・インタビューなど、テレビシリーズと映画の情報を掲載。
『デリシャスパーティ♡プリキュア オフィシャルコンプリートブック』（アニメディア編集部・編、イード・発行、学研プラス・発売、2023年4月24日発売）
主要キャラクターの紹介や設定資料、全ストーリーの解説、声優・スタッフなどのインタビュー、劇場版情報などで構成。
『デリシャスパーティ♡プリキュア設定資料集』（東映アニメーション、2023年12月発売）
本作品の設定資料集。A4横版全200ページ、巻末には美術設定のカラーページを掲載、金箔押し入り透明スリーブケース付属。

### コスメ商品・食品・その他
玩具・ハートフルグミ・ハートパン

Pretty Holic

前年より展開している子供向け化粧品ブランド「Pretty Holic」が、本作品でも引き続き展開されており、プリキュア3人（プレシャス、スパイシー、ヤムヤム）や前作のサマーをイメージしたリップの他、紙石鹸やアイカラーなどが発売された。また、本作品限定の派生ブランドとして、菓子ブランド「Pretty Holic Sweets」（プリティホリックスイーツ）も展開され、作中にも同ブランドの菓子が登場した。

## トピックス

### 農林水産省による反応
本作品のテーマが「ごはん」であることを受けて、農林水産省の職員が公式Twitterアカウントや公式YouTubeチャンネル「BUZZ MAFF」で本作品を取り上げ、ネット上でも話題となった。
公式アカウントとして本作品を取り上げた背景について、農林水産省広報室の白石優生は、「国産米の消費量が減少しており、ひいては日本の食料自給率の低下にも繋がる」こと、また「日本の農林水産業や食文化も守る思いもある」ことを挙げ、広報室長が「国産米の消費を本作品にあわせる形でPRできないか」と提案したことから、小学校時代からのプリキュアシリーズのファンである白石が発信を引き受けたと語っている。制作する東映アニメーションもこうした動きを把握しており、スタッフの間でも話題になることもあるとコメントしている。
2022年9月23日には映画公開にあわせ本作品を介し、後述のクックパッドとのコラボレーションとして、白石と同じくプリキュアファンであるクックパッド社員とのプリキュアにまつわる対談動画が公開された。2023年1月には白石がキュアプレシャスを表敬訪問する動画や、主題歌歌手でJAグループ広島の「地産地消」デリシャス大使に就任したMachicoとの対談動画も公開している。
最終回を間近に控えた2023年1月23日に行われた野村哲郎農林水産大臣の記者会見の質疑応答でも、野村自身も本作品を視聴していたことを明かすとともに、「大変わかりやすくて、若い人に見てもらって、食や農業の大切さを多くの人に知っていただけているのではないか」と感想を述べ、アニメを通じて食についての理解が深まったとして、「非常にありがたいと思っている」と感謝の意を表している。

### コラボレーション展開
- 全国農業協同組合連合会岩手県本部（JA全農いわて）では、2022年4月29日から6月30日の期間で本作品と岩手県産米「銀河のしずく」とのコラボレーションキャンペーンを実施した[233]。
- 料理レシピ投稿・検索サービスの「クックパッド」は2022年6月26日より公式Twitterアカウントや特設サイトなどでコラボレーション展開を開始、サイト上では劇中に登場した料理のレシピの紹介や、食育絵本のサブスクリプションサービス「おりょうりえほん by Cookpad」との連動企画などを展開している[234]。また、映画公開にあわせたキャンペーン企画も展開した。
- ショッピングセンターのイオンモールでは、本作品とのコラボレーションを一部の店舗やイオンモールアプリなどで展開、アプリ内では特製フォトフレームを使用した写真撮影、イオンモールの一部店舗ではフードコートの一部にレシピッピのステッカーが貼り付けられた他、館内限定でキュアプレシャスからの特別メッセージ映像を公開した[注 69]。また、館内に設置された二次元コードをハートキュアウォッチの二次元コード機能を使って読み込ませると、イオンモール限定で「うどんのレシピッピ」を入手することができたほか、食品店舗・飲食店での税込2000円以上のレシート（合算可能）と、イオンモールアプリをそれぞれ呈示すると本作品とイオンモールがコラボレーションしたオリジナルエコバッグが貰えるキャンペーンも実施した[235]。また、これとは別に2022年9月13日から10月10日までの期間、映画の公開を記念したクイズラリー、2022年9月23日から10月10日までの期間、ドリーミアリングを提示するとサンバイザーが貰えるキャンペーンをそれぞれ開催した。
- 環境省では、COOL CHOICEと東京都交通局とのタイアップによる、キャンペーン啓発のタイアップポスターの無料配布を行った[236]。
- ミスタードーナツでは、2022年7月20日から8月下旬まで本作品と『仮面ライダーリバイス』のコラボドーナツ、ドーナツ・ドリンクとグラスまたは組み立てバッグのグッズがセットになったコラボキッズセットをそれぞれ全国の店舗（一部の店舗を除く）で発売した[237]。
- 築地銀だこでは2022年9月8日より、『贅沢だんらんパック』『だんらんパック』『クロワッサンたい焼BOX』を一部の対象店舗にて数量限定で発売した。また、購入特典として、コラボ商品1箱につき1枚「シールスタンプカード」が配布され、表面が描き下ろしのキャラクターがデザインされたノベルティシール、裏面が対象店舗のみで使用可能なコラボ専用のスタンプカードとなっており、一定数のスタンプを貯めると、割引サービスや数量限定で「ミニクリアファイル」がプレゼントされた[238]。
- ホテルニューオータニ博多では2022年11月1日から2023年3月12日までの期間、同ホテルとのコラボレーションルームを販売した。部屋にはホテルニューオータニ博多オリジナルのベッドカバー、クッション、シャワーカーテンのほか、自宅へ持ち帰り可能な3種類のオリジナルグッズや歯ブラシ、バスボールが用意された。また、同ルームプランのオプションとして「プリキュアキッズプレート」が販売され、オリジナルメニューとして「デリシャスパーティ♡プリキュア パンケーキ」も併せて提供された[239]。

また、これとは別に2022年12月18日に同ホテルの宴会場『鶴の間』にて『デリシャスパーティ♡プリキュア クリスマスランチショー』を開催。料理はビュッフェ方式で提供され、キャラクターショーや佐々木李子によるミニコンサート、プリキュア4人との記念撮影が行われた。
- かっぱ寿司では2022年11月14日より、アプリ会員限定のオリジナルキラキラシールプレゼントキャンペーンを実施した。店内での飲食または持ち帰りで税込2000円以上利用し、会計時にレジで公式アプリ内の「引換券」を提出すると本作品のオリジナルキラキラシールが2000円ごとに1枚プレゼントされた。また、公式かっぱ寿司公式Twitterでは同日より公式アカウントをフォローして対象のツイートをリツイートをすると、キャラクター全員のイラストが描かれたオリジナルアクリルスタンドが抽選で100名様に当たるキャンペーンも展開された[241]。
- シャープの音声カスタマイズサービス「COCORO VOICE」では2022年11月15日から2023年1月31日まで、ウォーターオーブン「ヘルシオ」及び自動調理鍋「ホットクック」向けに、本作品のプリキュア4人による2種類のカスタムボイスの販売を行っていた[242]。
- 2022年9月4日から18日にかけて視聴者が考えたオリジナルのレシピッピのイラストをInstagramで募集する「#オリジナルレシピッピキャンペーン」が開催された[243]。選ばれた作品は第45話にて登場している[244]。